# KBS 바둑왕전
《KBS 바둑왕전》(KBS 바둑王戰)은 1980년 1월 6일부터 2023년 3월 26일까지 방송되었던 대한민국의 한국방송공사 바둑 전문 프로그램이며, TV 속기 바둑 기전이다.

## 개요

### 기획 의도
- 올해로 36기째를 맞이한 전통의 KBS 바둑왕전은 그 동안 400만 바둑 팬들을 위한 문화의 장으로써 TV속기 바둑 대결로 또한 한국 바둑의 산실로서 그 역할을 꾸준히 해왔다.
- 특히 바둑이 체육종목으로 전환됨에 따라 두뇌 스포츠로서 새로이 각광을 받고 있는 시점이다.
- KBS 바둑왕전은 이러한 다양한 수요에 부응하여 국내 정상급 프로기사들의 속기 대국을 마련하여 연간 방송했었다.
- 평소 좋아하는 기사들의 모습과 수준 높은 대국을 명쾌한 해설과 함께 감상 할 수 있는 좋은 시간이 될 것이다.

### 제작 내용
- 치열한 예선전을 뚫고 본선에 진출한 5명과 시드를 받고 본선에 진출한 3명의 프로기사들이 대국을 펼친다.
- KBS 바둑왕전은 치열한 예선전을 뚫고 본선에 진출한 48명의 프로기사들이 토너먼트 방식으로 대국을 펼친다.
- 대국 녹화 후 편집, 사전 모니터 및 최종적으로 해설 녹화를 거쳐 방송하게 된다.

### TV 바둑 아시아 선수권대회출전
- 우승자와 준우승자, 3위 입상자는 1989년부터  매년 한국 KBS, 일본 NHK, 중국 CCTV가 한국,일본,중국을 3국이 번갈아가며 교대로 개최하는 TV 바둑 아시아 선수권대회에 출전한다.
- 단, 3위 입상자는 전기 우승자가 바둑왕전 전기 결승과 겹친 경우에 준결승전 패자 중 국내 선발전을 통해 출전이 가능하다.
- TV 바둑 아시아 선수권대회가 2019년 31회 대회를 끝으로 폐지되며 출전권이 사라지자, 바둑왕전 또한 2021년 40회 대회부터 종합기전에서 제한기전인 8인 초청전으로 축소되었다.

## 방송 시간

### KBS 1TV
- 2015년 2월 14일부터 2016년 3월 26일까지 매주 토요일 밤에 방영되었다.
- 매년 국제대회에서 개최하는 한중일 국제TV속기전인 《TV 바둑 아시아 선수권대회》와 국제기전인 《삼성화재배 월드 바둑마스터스》를 대체하여 방송하고 있다.

※ 일부 공휴일, 특집, 중계방송 등에는 결방된다. 

※ 2012년 10월 8일 : KBS 1TV 24시간 방송 체제 도입 이후 기준임.
| 방송 채널 | 방송 기간                           | 방송 시간                                              |
| --------- | ----------------------------------- | ------------------------------------------------------ |
| KBS 1TV   | 1980년 1월 6일                      | 매주 일요일 낮 12:10 ~ 오후 1:15 (1시간 5분)           |
| KBS 1TV   | 1980년 1월 20일 ~ 1980년 1월 27일   | 매주 일요일 낮 12:20 ~ 오후 1:20 (1시간)               |
| KBS 1TV   | 1980년 2월 17일 ~ 1980년 3월 9일    | 매주 일요일 낮 12:20 ~ 오후 1:20 (1시간)               |
| KBS 1TV   | 1980년 3월 23일 ~ 1980년 3월 30일   | 매주 일요일 낮 12:20 ~ 오후 1:20 (1시간)               |
| KBS 1TV   | 1980년 4월 13일 ~ 1980년 6월 15일   | 매주 일요일 낮 12:20 ~ 오후 1:20 (1시간)               |
| KBS 1TV   | 1980년 7월 6일 ~ 1980년 7월 13일    | 매주 일요일 낮 12:20 ~ 오후 1:20 (1시간)               |
| KBS 1TV   | 1980년 8월 3일 ~ 1980년 8월 31일    | 매주 일요일 낮 12:20 ~ 오후 1:20 (1시간)               |
| KBS 1TV   | 1980년 2월 10일                     | 매주 일요일 오후 2:20 ~ 3:20 (1시간)                   |
| KBS 1TV   | 1980년 3월 16일                     | 매주 일요일 낮 12:10 ~ 오후 1:10 (1시간)               |
| KBS 1TV   | 1980년 4월 3일                      | 매주 일요일 낮 12:50 ~ 오후 1:50 (1시간)               |
| KBS 1TV   | 1980년 9월 21일 ~ 1980년 10월 5일   | 매주 일요일 오후 1:20 ~ 2:20 (1시간)                   |
| KBS 1TV   | 1980년 11월 2일                     | 매주 일요일 오후 1:20 ~ 2:20 (1시간)                   |
| KBS 1TV   | 1980년 11월 30일                    | 매주 일요일 오후 1:20 ~ 2:20 (1시간)                   |
| KBS 1TV   | 1980년 12월 7일 ~ 1980년 12월 21일  | 매주 일요일 오후 1:00 ~ 2:00 (1시간)                   |
| KBS 1TV   | 1998년 5월 20일 ~ 1998년 5월 21일   | 생방송 : 매주 수요일 ~ 목요일 오후 3:00 ~ 5:00 (2시간) |
| KBS 1TV   | 2002년 3월 17일                     | 매주 일요일 밤 1:00 ~ 2:30 (1시간 30분)                |
| KBS 1TV   | 2002년 4월 7일                      | 매주 일요일 밤 1:00 ~ 2:30 (1시간 30분)                |
| KBS 1TV   | 2002년 4월 28일                     | 매주 일요일 밤 1:00 ~ 2:30 (1시간 30분)                |
| KBS 1TV   | 2002년 9월 22일                     | 매주 일요일 밤 1:00 ~ 2:30 (1시간 30분)                |
| KBS 1TV   | 1980년 12월 28일                    | 매주 일요일 오후 1:00 ~ 2:40 (1시간 40분)              |
| KBS 1TV   | 2001년 12월 30일                    | 매주 일요일 밤 1:10 ~ 2:40 (1시간 30분)                |
| KBS 1TV   | 2002년 1월 6일                      | 매주 일요일 밤 1:00 ~ 2:20 (1시간 20분)                |
| KBS 1TV   | 2002년 1월 13일 ~ 2002년 2월 10일   | 매주 일요일 밤 1:15 ~ 2:45 (1시간 30분)                |
| KBS 1TV   | 2002년 2월 24일 ~ 2002년 3월 10일   | 매주 일요일 밤 1:15 ~ 2:45 (1시간 30분)                |
| KBS 1TV   | 2002년 4월 7일                      | 매주 일요일 밤 12:50 ~ 2:20 (1시간 30분)               |
| KBS 1TV   | 2002년 5월 5일                      | 매주 일요일 밤 12:50 ~ 2:20 (1시간 30분)               |
| KBS 1TV   | 2002년 6월 30일                     | 매주 일요일 밤 2:50 ~ 4:25 (1시간 25분)                |
| KBS 1TV   | 2002년 3월 3일 ~ 2002년 3월 10일    | 매주 일요일 밤 1:05 ~ 2:35 (1시간 30분)                |
| KBS 1TV   | 2002년 6월 23일                     | 매주 일요일 밤 1:05 ~ 2:35 (1시간 30분)                |
| KBS 1TV   | 2002년 8월 4일 ~ 2002년 8월 18일    | 매주 일요일 밤 1:05 ~ 2:35 (1시간 30분)                |
| KBS 1TV   | 2002년 10월 27일                    | 매주 일요일 밤 1:05 ~ 2:35 (1시간 30분)                |
| KBS 1TV   | 2010년 10월 10일 ~ 2010년 10월 17일 | 매주 일요일 밤 1:05 ~ 2:35 (1시간 30분)                |
| KBS 1TV   | 2010년 10월 31일                    | 매주 일요일 밤 1:05 ~ 2:35 (1시간 30분)                |
| KBS 1TV   | 2005년 5월 7일                      | 매주 일요일 밤 1:20 ~ 2:30 (1시간 10분)                |
| KBS 1TV   | 2005년 5월 15일                     | 매주 일요일 밤 1:10 ~ 2:20 (1시간 20분)                |
| KBS 1TV   | 2005년 7월 9일 ~ 2005년 8월 13일    | 매주 토요일 밤 1:10 ~ 2:20 (1시간 10분)                |
| KBS 1TV   | 2005년 8월 20일 ~ 2005년 8월 27일   | 매주 토요일 밤 1:10 ~ 2:20 (1시간 10분)                |
| KBS 1TV   | 2005년 9월 10일                     | 매주 토요일 밤 1:10 ~ 2:20 (1시간 10분)                |
| KBS 1TV   | 2005년 9월 24일                     | 매주 토요일 밤 1:10 ~ 2:20 (1시간 10분)                |
| KBS 1TV   | 2005년 10월 22일                    | 매주 토요일 밤 1:10 ~ 2:20 (1시간 10분)                |
| KBS 1TV   | 2005년 5월 22일                     | 매주 일요일 밤 1:25 ~ 2:35 (1시간 10분)                |
| KBS 1TV   | 2005년 5월 29일                     | 매주 일요일 밤 1:05 ~ 2:15 (1시간 10분)                |
| KBS 1TV   | 2005년 6월 5일 ~ 2005년 6월 12일    | 매주 일요일 밤 1:05 ~ 2:15 (1시간 10분)                |
| KBS 1TV   | 2013년 10월 27일 ~ 2013년 11월 17일 | 매주 일요일 밤 1:05 ~ 2:15 (1시간 10분)                |
| KBS 1TV   | 2005년 6월 5일 ~ 2005년 6월 12일    | 매주 일요일 밤 1:00 ~ 2:10 (1시간 10분)                |
| KBS 1TV   | 2005년 10월 29일 ~ 2005년 11월 19일 | 매주 토요일 밤 12:50 ~ 2:20 (1시간 30분)               |
| KBS 1TV   | 2007년 9월 29일 ~ 2007년 10월 13일  | 매주 토요일 밤 12:50 ~ 2:20 (1시간 30분)               |
| KBS 1TV   | 2007년 11월 12일 ~ 2008년 1월 5일   | 매주 토요일 밤 12:50 ~ 2:20 (1시간 30분)               |
| KBS 1TV   | 2008년 2월 2일 ~ 2008년 3월 22일    | 매주 토요일 밤 12:50 ~ 2:20 (1시간 30분)               |
| KBS 1TV   | 2008년 4월 5일 ~ 2008년 6월 7일     | 매주 토요일 밤 12:50 ~ 2:20 (1시간 30분)               |
| KBS 1TV   | 2008년 7월 19일                     | 매주 토요일 밤 12:50 ~ 2:20 (1시간 30분)               |
| KBS 1TV   | 2010년 1월 9일                      | 매주 토요일 밤 12:50 ~ 2:20 (1시간 30분)               |
| KBS 1TV   | 2006년 8월 26일                     | 매주 토요일 밤 1:10 ~ 2:40 (1시간 30분)                |
| KBS 1TV   | 2006년 9월 16일 ~ 2006년 9월 30일   | 매주 토요일 밤 1:10 ~ 2:40 (1시간 30분)                |
| KBS 1TV   | 2006년 10월 14일 ~ 2006년 10월 21일 | 매주 토요일 밤 1:10 ~ 2:40 (1시간 30분)                |
| KBS 1TV   | 2006년 11월 11일 ~ 2006년 11월 25일 | 매주 토요일 밤 1:10 ~ 2:40 (1시간 30분)                |
| KBS 1TV   | 2007년 1월 20일                     | 매주 토요일 밤 1:35 ~ 3:05 (1시간 30분)                |
| KBS 1TV   | 2006년 12월 16일 ~ 2006년 12월 30일 | 매주 토요일 밤 1:30 ~ 3:00 (1시간 30분)                |
| KBS 1TV   | 2007년 1월 13일                     | 매주 토요일 밤 1:30 ~ 3:00 (1시간 30분)                |
| KBS 1TV   | 2007년 1월 27일 ~ 2007년 2월 10일   | 매주 토요일 밤 1:30 ~ 3:00 (1시간 30분)                |
| KBS 1TV   | 2007년 3월 10일 ~ 2007년 4월 14일   | 매주 토요일 밤 1:30 ~ 3:00 (1시간 30분)                |
| KBS 1TV   | 2007년 5월 5일 ~ 2007년 6월 2일     | 매주 토요일 밤 1:40 ~ 3:10 (1시간 30분)                |
| KBS 1TV   | 2007년 6월 9일                      | 매주 토요일 밤 1:50 ~ 3:20 (1시간 30분)                |
| KBS 1TV   | 2008년 7월 26일                     | 매주 토요일 밤 12:55 ~ 2:25 (1시간 30분)               |
| KBS 1TV   | 2008년 8월 2일                      | 매주 토요일 밤 12:55 ~ 2:25 (1시간 30분)               |
| KBS 1TV   | 2008년 8월 30일                     | 매주 토요일 밤 12:55 ~ 2:25 (1시간 30분)               |
| KBS 1TV   | 2008년 10월 4일 ~ 2008년 11월 15일  | 매주 토요일 밤 12:55 ~ 2:25 (1시간 30분)               |
| KBS 1TV   | 2010년 1월 16일 ~ 2010년 2월 6일    | 매주 토요일 밤 12:55 ~ 2:25 (1시간 30분)               |
| KBS 1TV   | 2010년 2월 20일                     | 매주 토요일 밤 12:55 ~ 2:25 (1시간 30분)               |
| KBS 1TV   | 2010년 3월 13일                     | 매주 토요일 밤 12:55 ~ 2:25 (1시간 30분)               |
| KBS 1TV   | 2010년 4월 10일                     | 매주 토요일 밤 12:55 ~ 2:25 (1시간 30분)               |
| KBS 1TV   | 2010년 5월 8일                      | 매주 토요일 밤 12:55 ~ 2:25 (1시간 30분)               |
| KBS 1TV   | 2009년 4월 26일 ~ 2009년 5월 24일   | 매주 일요일 밤 12:35 ~ 2:05 (1시간 30분)               |
| KBS 1TV   | 2009년 6월 14일 ~ 2009년 6월 21일   | 매주 일요일 밤 12:35 ~ 2:05 (1시간 30분)               |
| KBS 1TV   | 2009년 7월 12일 ~ 2009년 8월 9일    | 매주 일요일 밤 12:35 ~ 2:05 (1시간 30분)               |
| KBS 1TV   | 2009년 10월 11일 ~ 2009년 10월 25일 | 매주 일요일 밤 12:35 ~ 2:05 (1시간 30분)               |
| KBS 1TV   | 2009년 11월 8일 ~ 2009년 12월 13일  | 매주 일요일 밤 12:35 ~ 2:05 (1시간 30분)               |
| KBS 1TV   | 2009년 8월 30일 ~ 2009년 9월 13일   | 매주 일요일 밤 12:35 ~ 1:45 (1시간 10분)               |
| KBS 1TV   | 2009년 5월 31일 ~ 2009년 6월 7일    | 매주 일요일 밤 12:25 ~ 1:55 (1시간 30분)               |
| KBS 1TV   | 2002년 1월 20일                     | 매주 일요일 밤 12:55 ~ 2:25 (1시간 30분)               |
| KBS 1TV   | 2002년 2월 17일                     | 매주 일요일 밤 12:55 ~ 2:25 (1시간 30분)               |
| KBS 1TV   | 2002년 9월 8일                      | 매주 일요일 밤 12:55 ~ 2:25 (1시간 30분)               |
| KBS 1TV   | 2002년 10월 20일                    | 매주 일요일 밤 12:55 ~ 2:25 (1시간 30분)               |
| KBS 1TV   | 2009년 12월 20일                    | 매주 일요일 밤 12:55 ~ 2:25 (1시간 30분)               |
| KBS 1TV   | 2011년 1월 9일                      | 매주 일요일 밤 12:55 ~ 2:25 (1시간 30분)               |
| KBS 1TV   | 2010년 2월 27일 ~ 2010년 3월 6일    | 매주 토요일 밤 1:15 ~ 2:45 (1시간 30분)                |
| KBS 1TV   | 2002년 1월 27일 ~ 2002년 2월 3일    | 매주 일요일 밤 1:15 ~ 2:45 (1시간 30분)                |
| KBS 1TV   | 2002년 2월 24일                     | 매주 일요일 밤 1:15 ~ 2:45 (1시간 30분)                |
| KBS 1TV   | 2002년 9월 15일                     | 매주 일요일 밤 1:15 ~ 2:45 (1시간 30분)                |
| KBS 1TV   | 2010년 5월 16일                     | 매주 일요일 밤 1:15 ~ 2:45 (1시간 30분)                |
| KBS 1TV   | 2010년 7월 18일 ~ 2010년 8월 8일    | 매주 일요일 밤 1:15 ~ 2:45 (1시간 30분)                |
| KBS 1TV   | 2010년 8월 22일                     | 매주 일요일 밤 1:15 ~ 2:45 (1시간 30분)                |
| KBS 1TV   | 2010년 9월 5일 ~ 2010년 9월 12일    | 매주 일요일 밤 1:15 ~ 2:45 (1시간 30분)                |
| KBS 1TV   | 2011년 1월 23일 ~ 2011년 1월 30일   | 매주 일요일 밤 1:15 ~ 2:45 (1시간 30분)                |
| KBS 1TV   | 2011년 2월 13일 ~ 2011년 3월 6일    | 매주 일요일 밤 1:15 ~ 2:45 (1시간 30분)                |
| KBS 1TV   | 2011년 3월 27일 ~ 2011년 5월 1일    | 매주 일요일 밤 1:15 ~ 2:45 (1시간 30분)                |
| KBS 1TV   | 2011년 5월 15일 ~ 2011년 6월 12일   | 매주 일요일 밤 1:15 ~ 2:45 (1시간 30분)                |
| KBS 1TV   | 2011년 10월 2일 ~ 2011년 10월 9일   | 매주 일요일 밤 1:15 ~ 2:45 (1시간 30분)                |
| KBS 1TV   | 2011년 11월 6일 ~ 2011년 11월 27일  | 매주 일요일 밤 1:15 ~ 2:45 (1시간 30분)                |
| KBS 1TV   | 2012년 4월 29일                     | 매주 일요일 밤 1:15 ~ 2:45 (1시간 30분)                |
| KBS 1TV   | 2012년 9월 2일 ~ 2012년 9월 9일     | 매주 일요일 밤 1:15 ~ 2:45 (1시간 30분)                |
| KBS 1TV   | 2012년 10월 7일                     | 매주 일요일 밤 1:15 ~ 2:45 (1시간 30분)                |
| KBS 1TV   | 2014년 7월 6일 ~ 2014년 8월 10일    | 매주 일요일 밤 1:15 ~ 2:45 (1시간 30분)                |
| KBS 1TV   | 2014년 9월 21일                     | 매주 일요일 밤 1:15 ~ 2:45 (1시간 30분)                |
| KBS 1TV   | 2014년 10월 19일 ~ 2014년 10월 26일 | 매주 일요일 밤 1:15 ~ 2:45 (1시간 30분)                |
| KBS 1TV   | 2002년 9월 1일                      | 매주 일요일 밤 1:35 ~ 3:05 (1시간 30분)                |
| KBS 1TV   | 2010년 11월 7일                     | 매주 일요일 밤 1:35 ~ 3:05 (1시간 30분)                |
| KBS 1TV   | 2010년 12월 19일                    | 매주 일요일 밤 1:35 ~ 3:05 (1시간 30분)                |
| KBS 1TV   | 2011년 5월 15일                     | 매주 일요일 밤 1:35 ~ 3:05 (1시간 30분)                |
| KBS 1TV   | 2011년 7월 24일                     | 매주 일요일 밤 1:35 ~ 3:05 (1시간 30분)                |
| KBS 1TV   | 2011년 8월 28일                     | 매주 일요일 밤 1:35 ~ 3:05 (1시간 30분)                |
| KBS 1TV   | 2011년 10월 30일                    | 매주 일요일 밤 1:35 ~ 3:05 (1시간 30분)                |
| KBS 1TV   | 2011년 12월 25일                    | 매주 일요일 밤 1:35 ~ 3:05 (1시간 30분)                |
| KBS 1TV   | 2012년 1월 15일                     | 매주 일요일 밤 1:35 ~ 3:05 (1시간 30분)                |
| KBS 1TV   | 2002년 7월 7일                      | 매주 일요일 밤 1:40 ~ 3:10 (1시간 30분)                |
| KBS 1TV   | 2009년 11월 1일                     | 매주 일요일 밤 1:40 ~ 3:10 (1시간 30분)                |
| KBS 1TV   | 2011년 3월 20일                     | 매주 일요일 밤 1:40 ~ 3:10 (1시간 30분)                |
| KBS 1TV   | 2011년 1월 16일                     | 매주 일요일 밤 1:45 ~ 3:15 (1시간 30분)                |
| KBS 1TV   | 2002년 5월 12일                     | 매주 일요일 밤 1:25 ~ 2:55 (1시간 30분)                |
| KBS 1TV   | 2011년 2월 6일                      | 매주 일요일 밤 1:25 ~ 2:55 (1시간 30분)                |
| KBS 1TV   | 2010년 8월 29일                     | 매주 일요일 밤 1:25 ~ 2:55 (1시간 30분)                |
| KBS 1TV   | 2010년 10월 3일                     | 매주 일요일 밤 1:25 ~ 2:55 (1시간 30분)                |
| KBS 1TV   | 2014년 10월 12일                    | 매주 일요일 밤 1:25 ~ 2:55 (1시간 30분)                |
| KBS 1TV   | 2014년 11월 2일                     | 매주 일요일 밤 1:25 ~ 2:55 (1시간 30분)                |
| KBS 1TV   | 2011년 3월 13일                     | 매주 일요일 밤 2:10 ~ 3:40 (1시간 30분)                |
| KBS 1TV   | 2002년 7월 28일                     | 매주 일요일 밤 1:30 ~ 3:00 (1시간 30분)                |
| KBS 1TV   | 2011년 12월 4일 ~ 2011년 12월 11일  | 매주 일요일 밤 1:30 ~ 3:00 (1시간 30분)                |
| KBS 1TV   | 2011년 12월 18일                    | 매주 일요일 밤 1:15 ~ 2:35 (1시간 20분)                |
| KBS 1TV   | 2001년 12월 30일                    | 매주 일요일 밤 1:10 ~ 2:40 (1시간 30분)                |
| KBS 1TV   | 2002년 3월 31일                     | 매주 일요일 밤 1:10 ~ 2:40 (1시간 30분)                |
| KBS 1TV   | 2002년 4월 14일 ~ 2002년 4월 21일   | 매주 일요일 밤 1:10 ~ 2:40 (1시간 30분)                |
| KBS 1TV   | 2012년 5월 20일 ~ 2012년 6월 10일   | 매주 일요일 밤 1:10 ~ 2:40 (1시간 30분)                |
| KBS 1TV   | 2002년 8월 25일                     | 매주 일요일 밤 12:35 ~ 2:05 (1시간 30분)               |
| KBS 1TV   | 2012년 9월 2일 ~ 2012년 10월 7일    | 매주 일요일 밤 12:35 ~ 2:05 (1시간 30분)               |
| KBS 1TV   | 2002년 3월 24일                     | 매주 일요일 밤 1:20 ~ 2:50 (1시간 30분)                |
| KBS 1TV   | 2010년 5월 16일                     | 매주 일요일 밤 1:20 ~ 2:50 (1시간 30분)                |
| KBS 1TV   | 2012년 6월 17일 ~ 2012년 8월 26일   | 매주 일요일 밤 1:20 ~ 2:50 (1시간 30분)                |
| KBS 1TV   | 2010년 5월 30일                     | 매주 일요일 밤 2:00 ~ 3:30 (1시간 30분)                |
| KBS 1TV   | 2010년 6월 6일                      | 매주 일요일 밤 2:15 ~ 3:45 (1시간 30분)                |
| KBS 1TV   | 2012년 10월 28일                    | 매주 일요일 밤 1:15 ~ 2:40 (1시간 25분)                |
| KBS 1TV   | 2012년 11월 18일 ~ 2012년 11월 25일 | 매주 일요일 밤 1:15 ~ 2:40 (1시간 25분)                |
| KBS 1TV   | 2012년 12월 23일                    | 매주 일요일 밤 1:15 ~ 2:40 (1시간 25분)                |
| KBS 1TV   | 2013년 1월 6일                      | 매주 일요일 밤 1:15 ~ 2:40 (1시간 25분)                |
| KBS 1TV   | 2013년 2월 3일                      | 매주 일요일 밤 1:15 ~ 2:40 (1시간 25분)                |
| KBS 1TV   | 2013년 2월 17일                     | 매주 일요일 밤 1:15 ~ 2:40 (1시간 25분)                |
| KBS 1TV   | 2013년 2월 3일                      | 매주 일요일 밤 1:15 ~ 2:40 (1시간 25분)                |
| KBS 1TV   | 2013년 4월 7일                      | 매주 일요일 밤 1:15 ~ 2:40 (1시간 25분)                |
| KBS 1TV   | 2013년 5월 19일 ~ 2013년 7월 7일    | 매주 일요일 밤 1:15 ~ 2:40 (1시간 25분)                |
| KBS 1TV   | 2013년 8월 11일 ~ 2013년 9월 8일    | 매주 일요일 밤 1:15 ~ 2:40 (1시간 25분)                |
| KBS 1TV   | 2014년 1월 5일 ~ 2014년 1월 26일    | 매주 일요일 밤 1:15 ~ 2:40 (1시간 25분)                |
| KBS 1TV   | 2014년 8월 24일 ~ 2014년 9월 14일   | 매주 일요일 밤 1:15 ~ 2:40 (1시간 25분)                |
| KBS 1TV   | 2014년 9월 7일 ~ 2014년 9월 14일    | 매주 일요일 밤 1:15 ~ 2:40 (1시간 25분)                |
| KBS 1TV   | 2014년 2월 2일 ~ 2014년 2월 16일    | 매주 일요일 밤 1:20 ~ 2:35 (1시간 15분)                |
| KBS 1TV   | 2014년 3월 2일 ~ 2014년 3월 9일     | 매주 일요일 밤 1:20 ~ 2:35 (1시간 15분)                |
| KBS 1TV   | 2013년 4월 21일 ~ 2013년 5월 12일   | 매주 일요일 밤 1:20 ~ 2:40 (1시간 20분)                |
| KBS 1TV   | 2015년 1월 4일                      | 매주 일요일 밤 1:20 ~ 2:40 (1시간 20분)                |
| KBS 1TV   | 2012년 10월 21일                    | 매주 일요일 밤 1:20 ~ 2:45 (1시간 25분)                |
| KBS 1TV   | 2014년 11월 4일                     | 매주 일요일 밤 1:20 ~ 2:45 (1시간 25분)                |
| KBS 1TV   | 2014년 6월 29일                     | 매주 일요일 밤 1:20 ~ 2:45 (1시간 25분)                |
| KBS 1TV   | 2014년 8월 17일                     | 매주 일요일 밤 1:20 ~ 2:45 (1시간 25분)                |
| KBS 1TV   | 2013년 1월 20일 ~ 2013년 1월 27일   | 매주 일요일 밤 1:25 ~ 2:50 (1시간 25분)                |
| KBS 1TV   | 2013년 3월 3일                      | 매주 일요일 밤 1:25 ~ 2:50 (1시간 25분)                |
| KBS 1TV   | 2014년 6월 22일                     | 매주 일요일 밤 1:25 ~ 2:50 (1시간 25분)                |
| KBS 1TV   | 2013년 9월 29일 ~ 2013년 10월 20일  | 매주 일요일 밤 1:15 ~ 2:15 (1시간)                     |
| KBS 1TV   | 2012년 12월 30일                    | 매주 일요일 밤 1:05 ~ 2:30 (1시간 25분)                |
| KBS 1TV   | 2013년 2월 24일                     | 매주 일요일 밤 1:05 ~ 2:30 (1시간 25분)                |
| KBS 1TV   | 2014년 11월 9일                     | 매주 일요일 밤 1:30 ~ 2:50 (1시간 20분)                |
| KBS 1TV   | 2014년 12월 7일 ~ 2014년 12월 21일  | 매주 일요일 밤 1:30 ~ 2:50 (1시간 20분)                |
| KBS 1TV   | 2014년 11월 16일 ~ 2014년 11월 30일 | 매주 일요일 밤 1:25 ~ 2:45 (1시간 20분)                |
| KBS 1TV   | 2014년 12월 28일                    | 매주 일요일 밤 1:40 ~ 3:00 (1시간 20분)                |
| KBS 1TV   | 2015년 1월 11일                     | 매주 일요일 밤 1:15 ~ 2:35 (1시간 20분)                |
| KBS 1TV   | 2015년 2월 1일 ~ 2015년 2월 8일     | 매주 일요일 밤 1:15 ~ 2:35 (1시간 20분)                |
| KBS 1TV   | 2014년 1월 19일                     | 매주 일요일 밤 1:10 ~ 2:30 (1시간 20분)                |
| KBS 1TV   | 2014년 11월 16일 ~ 2014년 11월 30일 | 매주 일요일 밤 1:25 ~ 2:45 (1시간 20분)                |
| KBS 1TV   | 2015년 1월 25일                     | 매주 일요일 밤 1:25 ~ 2:45 (1시간 20분)                |
| KBS 1TV   | 2002년 10월 5일                     | 매주 토요일 밤 2:15 ~ 3:35 (1시간 20분)                |
| KBS 1TV   | 2015년 2월 14일                     | 매주 토요일 밤 2:15 ~ 3:35 (1시간 20분)                |
| KBS 1TV   | 2015년 3월 21일                     | 매주 토요일 밤 2:15 ~ 3:35 (1시간 20분)                |
| KBS 1TV   | 2015년 4월 11일 ~ 2015년 4월 18일   | 매주 토요일 밤 2:15 ~ 3:35 (1시간 20분)                |
| KBS 1TV   | 2015년 2월 21일                     | 매주 토요일 밤 2:10 ~ 3:30 (1시간 20분)                |
| KBS 1TV   | 2015년 9월 13일                     | 매주 토요일 밤 2:10 ~ 3:30 (1시간 20분)                |
| KBS 1TV   | 2016년 3월 5일                      | 매주 토요일 밤 2:10 ~ 3:30 (1시간 20분)                |
| KBS 1TV   | 2015년 2월 28일                     | 매주 토요일 밤 2:25 ~ 3:45 (1시간 20분)                |
| KBS 1TV   | 2015년 5월 23일                     | 매주 토요일 밤 2:25 ~ 3:45 (1시간 20분)                |
| KBS 1TV   | 2015년 3월 7일                      | 매주 토요일 밤 1:35 ~ 2:55 (1시간 20분)                |
| KBS 1TV   | 2015년 10월 31일 ~ 2015년 11월 7일  | 매주 토요일 밤 1:35 ~ 2:55 (1시간 20분)                |
| KBS 1TV   | 2015년 11월 21일                    | 매주 토요일 밤 1:35 ~ 2:55 (1시간 20분)                |
| KBS 1TV   | 2015년 12월 5일                     | 매주 토요일 밤 1:35 ~ 2:55 (1시간 20분)                |
| KBS 1TV   | 2015년 3월 14일                     | 매주 토요일 밤 1:55 ~ 3:15 (1시간 20분)                |
| KBS 1TV   | 2015년 3월 28일                     | 매주 토요일 밤 1:55 ~ 3:15 (1시간 20분)                |
| KBS 1TV   | 2015년 4월 4일                      | 매주 토요일 밤 1:55 ~ 3:15 (1시간 20분)                |
| KBS 1TV   | 2015년 4월 25일 ~ 2015년 5월 16일   | 매주 토요일 밤 1:55 ~ 3:15 (1시간 20분)                |
| KBS 1TV   | 2015년 5월 30일 ~ 2015년 6월 27일   | 매주 토요일 밤 1:55 ~ 3:15 (1시간 20분)                |
| KBS 1TV   | 2015년 7월 4일 ~ 2015년 7월 11일    | 매주 토요일 밤 2:55 ~ 4:15 (1시간 20분)                |
| KBS 1TV   | 2015년 8월 1일 ~ 2015년 8월 8일     | 매주 토요일 밤 1:40 ~ 3:00 (1시간 20분)                |
| KBS 1TV   | 2015년 8월 22일                     | 매주 토요일 밤 1:40 ~ 3:00 (1시간 20분)                |
| KBS 1TV   | 2015년 9월 5일                      | 매주 토요일 밤 1:40 ~ 3:00 (1시간 20분)                |
| KBS 1TV   | 2015년 9월 19일                     | 매주 토요일 밤 1:40 ~ 3:00 (1시간 20분)                |
| KBS 1TV   | 2015년 8월 29일                     | 매주 토요일 밤 1:45 ~ 3:05 (1시간 20분)                |
| KBS 1TV   | 2015년 10월 25일                    | 매주 토요일 밤 1:45 ~ 3:05 (1시간 20분)                |
| KBS 1TV   | 2015년 11월 28일                    | 매주 토요일 밤 1:45 ~ 3:05 (1시간 20분)                |
| KBS 1TV   | 2015년 10월 3일                     | 매주 토요일 밤 2:30 ~ 3:50 (1시간 20분)                |
| KBS 1TV   | 2015년 10월 10일                    | 매주 토요일 밤 3:10 ~ 4:30 (1시간 20분)                |
| KBS 1TV   | 2015년 10월 17일                    | 매주 토요일 밤 2:05 ~ 3:25 (1시간 20분)                |
| KBS 1TV   | 2015년 11월 14일                    | 매주 토요일 밤 1:50 ~ 3:10 (1시간 20분)                |
| KBS 1TV   | 2015년 12월 26일                    | 매주 토요일 밤 1:25 ~ 2:45 (1시간 20분)                |
| KBS 1TV   | 2016년 1월 9일                      | 매주 토요일 밤 1:25 ~ 2:45 (1시간 20분)                |
| KBS 1TV   | 2016년 1월 23일 ~ 2015년 1월 30일   | 매주 토요일 밤 1:25 ~ 2:45 (1시간 20분)                |
| KBS 1TV   | 2016년 2월 13일 ~ 2016년 2월 27일   | 매주 토요일 밤 1:25 ~ 2:45 (1시간 20분)                |
| KBS 1TV   | 2016년 3월 12일 ~ 2016년 3월 26일   | 매주 토요일 밤 1:25 ~ 2:45 (1시간 20분)                |
| KBS 1TV   | 2016년 1월 16일                     | 매주 토요일 밤 1시 20분 ~ 2시 40분 (1시간 20분)        |
| KBS 1TV   | 2016년 4월 3일 ~ 2016년 4월 10일    | 매주 일요일 밤 12시 10분 ~ 1시 30분 (1시간 20분)       |
| KBS 1TV   | 2016년 4월 24일 ~ 2016년 5월 8일    | 매주 일요일 밤 12시 10분 ~ 1시 30분 (1시간 20분)       |
| KBS 1TV   | 2016년 7월 24일                     | 매주 일요일 밤 12시 10분 ~ 1시 30분 (1시간 20분)       |
| KBS 1TV   | 2016년 9월 4일                      | 매주 일요일 밤 12시 10분 ~ 1시 30분 (1시간 20분)       |
| KBS 1TV   | 2016년 11월 27일 ~ 2016년 12월 4일  | 매주 일요일 밤 12시 10분 ~ 1시 30분 (1시간 20분)       |
| KBS 1TV   | 2016년 10월 23일 ~ 2016년 10월 30일 | 매주 일요일 밤 12시 10분 ~ 1시 30분 (1시간 20분)       |
| KBS 1TV   | 2017년 1월 1일 ~ 2017년 1월 15일    | 매주 일요일 밤 12시 10분 ~ 1시 30분 (1시간 20분)       |
| KBS 1TV   | 2017년 2월 12일                     | 매주 일요일 밤 12시 10분 ~ 1시 30분 (1시간 20분)       |
| KBS 1TV   | 2016년 4월 17일                     | 매주 일요일 밤 12시 ~ 1시 20분 (1시간 20분)            |
| KBS 1TV   | 2016년 5월 15일                     | 매주 일요일 밤 12시 20분 ~ 1시 40분 (1시간 20분)       |
| KBS 1TV   | 2016년 5월 29일 ~ 2016년 6월 5일    | 매주 일요일 밤 12시 20분 ~ 1시 40분 (1시간 20분)       |
| KBS 1TV   | 2016년 6월 19일 ~ 2016년 7월 10일   | 매주 일요일 밤 12시 20분 ~ 1시 40분 (1시간 20분)       |
| KBS 1TV   | 2016년 7월 31일                     | 매주 일요일 밤 12시 20분 ~ 1시 40분 (1시간 20분)       |
| KBS 1TV   | 2016년 11월 6일                     | 매주 일요일 밤 12시 20분 ~ 1시 40분 (1시간 20분)       |
| KBS 1TV   | 2016년 10월 2일 ~ 2016년 10월 9일   | 매주 일요일 밤 12시 20분 ~ 1시 40분 (1시간 20분)       |
| KBS 1TV   | 2016년 11월 20일 ~ 2016년 12월 18일 | 매주 일요일 밤 12시 20분 ~ 1시 40분 (1시간 20분)       |
| KBS 1TV   | 2017년 1월 22일                     | 매주 일요일 밤 12시 20분 ~ 1시 40분 (1시간 20분)       |
| KBS 1TV   | 2017년 3월 19일                     | 매주 일요일 밤 12시 20분 ~ 1시 40분 (1시간 20분)       |
| KBS 1TV   | 2017년 5월 14일                     | 매주 일요일 밤 12시 20분 ~ 1시 40분 (1시간 20분)       |
| KBS 1TV   | 2016년 5월 22일                     | 매주 일요일 밤 12시 25분 ~ 1시 45분 (1시간 20분)       |
| KBS 1TV   | 2016년 12월 25일                    | 매주 일요일 밤 12시 25분 ~ 1시 45분 (1시간 20분)       |
| KBS 1TV   | 2017년 3월 26일                     | 매주 일요일 밤 12시 25분 ~ 1시 45분 (1시간 20분)       |
| KBS 1TV   | 2017년 4월 23일                     | 매주 일요일 밤 12시 25분 ~ 1시 45분 (1시간 20분)       |
| KBS 1TV   | 2016년 6월 12일                     | 매주 일요일 밤 12시 15분 ~ 1시 35분 (1시간 20분)       |
| KBS 1TV   | 2016년 7월 17일                     | 매주 일요일 밤 12시 15분 ~ 1시 35분 (1시간 20분)       |
| KBS 1TV   | 2016년 8월 28일                     | 매주 일요일 밤 12시 15분 ~ 1시 35분 (1시간 20분)       |
| KBS 1TV   | 2017년 2월 5일                      | 매주 일요일 밤 12시 15분 ~ 1시 35분 (1시간 20분)       |
| KBS 1TV   | 2017년 3월 5일                      | 매주 일요일 밤 12시 15분 ~ 1시 35분 (1시간 20분)       |
| KBS 1TV   | 2017년 5월 21일                     | 매주 일요일 밤 12시 15분 ~ 1시 35분 (1시간 20분)       |
| KBS 1TV   | 2017년 4월 2일 ~ 2017년 4월 9일     | 매주 일요일 밤 12시 15분 ~ 1시 35분 (1시간 20분)       |
| KBS 1TV   | 2016년 10월 16일                    | 매주 일요일 밤 12시 30분 ~ 1시 50분 (1시간 20분)       |
| KBS 1TV   | 2017년 3월 12일                     | 매주 일요일 밤 12시 30분 ~ 1시 50분 (1시간 20분)       |
| KBS 1TV   | 2017년 4월 16일                     | 매주 일요일 밤 12시 30분 ~ 1시 50분 (1시간 20분)       |
| KBS 1TV   | 2018년 4월 8일                      | 매주 일요일 밤 12시 30분 ~ 1시 50분 (1시간 20분)       |
| KBS 1TV   | 2016년 11월 13일                    | 매주 일요일 밤 12시 40분 ~ 2시 (1시간 20분)            |
| KBS 1TV   | 2017년 5월 7일                      | 매주 일요일 밤 12시 45분 ~ 2시 5분(1시간 20분)         |
| KBS 1TV   | 2017년 4월 30일                     | 매주 일요일 밤 1시 ~ 2시 20분 (1시간 20분)             |
| KBS 1TV   | 2017년 6월 25일                     | 매주 일요일 밤 1시 ~ 2시 20분 (1시간 20분)             |
| KBS 1TV   | 2017년 7월 23일                     | 매주 일요일 밤 1시 ~ 2시 20분 (1시간 20분)             |
| KBS 1TV   | 2017년 8월 20일 ~ 2017년 10월 22일  | 매주 일요일 밤 1시 ~ 2시 20분 (1시간 20분)             |
| KBS 1TV   | 2017년 5월 28일                     | 매주 일요일 밤 1시 5분 ~ 2시 25분 (1시간 20분)         |
| KBS 1TV   | 2017년 7월 16일                     | 매주 일요일 밤 1시 5분 ~ 2시 25분 (1시간 20분)         |
| KBS 1TV   | 2019년 2월 3일                      | 매주 일요일 밤 1시 5분 ~ 2시 25분 (1시간 20분)         |
| KBS 1TV   | 2018년 3월 11일                     | 매주 일요일 밤 1시 35분 ~ 새벽 2시 55분 (1시간 20분)   |
| KBS 1TV   | 2018년 3월 18일                     | 매주 일요일 밤 11시 45분 ~ 새벽 12시 55분 (1시간 20분) |
| KBS 1TV   | 2018년 3월 25일                     | 매주 일요일 밤 12시 10분 ~ 새벽 1시 50분 (1시간 40분)  |
| KBS 1TV   | 2018년 4월 1일                      | 매주 일요일 밤 12시 35분 ~ 새벽 2시 (1시간 25분)       |
| KBS 1TV   | 2018년 4월 15일                     | 매주 일요일 밤 1시 10분 ~ 새벽 2시 30분 (1시간 20분)   |
| KBS 1TV   | 2018년 11월 25일 ~ 2018년 12월 2일  | 매주 일요일 밤 1시 10분 ~ 새벽 2시 30분 (1시간 20분)   |
| KBS 1TV   | 2018년 4월 22일                     | 매주 일요일 밤 12시 50분 ~ 새벽 2시 (1시간 10분)       |
| KBS 1TV   | 2018년 4월 29일                     | 매주 일요일 밤 12시 40분 ~ 새벽 2시 (1시간 10분)       |
| KBS 1TV   | 2018년 5월 6일 ~ 2018년 5월 13일    | 매주 일요일 밤 12시 45분 ~ 새벽 2시 5분 (1시간 20분)   |
| KBS 1TV   | 2018년 5월 27일                     | 매주 일요일 밤 12시 55분 ~ 새벽 2시 15분 (1시간 20분)  |
| KBS 1TV   | 2018년 6월 10일                     | 매주 일요일 밤 12시 55분 ~ 새벽 2시 15분 (1시간 20분)  |
| KBS 1TV   | 2018년 6월 3일                      | 매주 일요일 밤 12시 25분 ~ 새벽 1시 45분 (1시간 20분)  |
| KBS 1TV   | 2018년 7월 22일                     | 매주 일요일 새벽 1시 40분 ~ 새벽 3시 (1시간 20분)      |
| KBS 1TV   | 2018년 10월 21일                    | 매주 일요일 새벽 1시 40분 ~ 새벽 3시 (1시간 20분)      |
| KBS 1TV   | 2018년 7월 29일                     | 매주 일요일 새벽 1시 25분 ~ 새벽 2시 45분 (1시간 20분) |
| KBS 1TV   | 2018년 8월 5일                      | 매주 일요일 새벽 1시 20분 ~ 새벽 2시 40분 (1시간 20분) |
| KBS 1TV   | 2018년 8월 12일                     | 매주 일요일 새벽 1시 15분 ~ 새벽 2시 35분 (1시간 20분) |
| KBS 1TV   | 2019년 1월 20일 ~ 2019년 1월 27일   | 매주 일요일 새벽 1시 15분 ~ 새벽 2시 35분 (1시간 20분) |
| KBS 1TV   | 2019년 3월 10일 ~ 2019년 3월 24일   | 매주 일요일 새벽 1시 15분 ~ 새벽 2시 35분 (1시간 20분) |
| KBS 1TV   | 2019년 4월 7일 ~ 2019년 5월 5일     | 매주 일요일 새벽 1시 15분 ~ 새벽 2시 35분 (1시간 20분) |
| KBS 1TV   | 2019년 6월 2일 ~ 2019년 6월 9일     | 매주 일요일 새벽 1시 15분 ~ 새벽 2시 35분 (1시간 20분) |
| KBS 1TV   | 2019년 7월 14일 ~ 2019년 7월 28일   | 매주 일요일 새벽 1시 15분 ~ 새벽 2시 35분 (1시간 20분) |
| KBS 1TV   | 2019년 9월 1일                      | 매주 일요일 새벽 1시 15분 ~ 새벽 2시 35분 (1시간 20분) |
| KBS 1TV   | 2019년 12월 15일                    | 매주 일요일 새벽 1시 15분 ~ 새벽 2시 35분 (1시간 20분) |
| KBS 1TV   | 2018년 9월 9일                      | 매주 일요일 밤 1시 10분 ~ 새벽 2시 20분 (1시간 10분)   |
| KBS 1TV   | 2018년 10월 7일 ~ 2018년 10월 14일  | 매주 일요일 밤 1시 10분 ~ 새벽 2시 20분 (1시간 10분)   |
| KBS 1TV   | 2018년 10월 28일 ~ 2018년 11월 18일 | 매주 일요일 밤 1시 10분 ~ 새벽 2시 20분 (1시간 10분)   |
| KBS 1TV   | 2018년 9월 16일                     | 매주 일요일 밤 12시 50분 ~ 새벽 2시 10분 (1시간 20분)  |
| KBS 1TV   | 2018년 9월 23일                     | 매주 일요일 새벽 2시 30분 ~ 새벽 4시 (1시간 30분)      |
| KBS 1TV   | 2018년 12월 9일                     | 매주 일요일 새벽 1시 20분 ~ 새벽 3시 (1시간 40분)      |
| KBS 1TV   | 2019년 1월 13일                     | 매주 일요일 새벽 1시 20분 ~ 새벽 3시 (1시간 40분)      |
| KBS 1TV   | 2018년 12월 16일 ~ 2018년 12월 30일 | 매주 일요일 새벽 1시 10분 ~ 새벽 2시 50분 (1시간 40분) |
| KBS 1TV   | 2019년 1월 6일                      | 매주 일요일 새벽 1시 20분 ~ 새벽 2시 50분 (1시간 30분) |
| KBS 1TV   | 2019년 2월 10일 ~ 2019년 2월 17일   | 매주 일요일 밤 1시 20분 ~ 2시 40분 (1시간 20분)        |
| KBS 1TV   | 2019년 3월 3일                      | 매주 일요일 밤 1시 20분 ~ 2시 40분 (1시간 20분)        |
| KBS 1TV   | 2019년 2월 24일                     | 매주 일요일 새벽 2시 ~ 3시 20분 (1시간 20분)           |
| KBS 1TV   | 2019년 5월 12일                     | 매주 일요일 새벽 1시 15분 ~ 새벽 2시 20분 (1시간 5분)  |
| KBS 1TV   | 2019년 5월 19일                     | 매주 일요일 새벽 1시 15분 ~ 새벽 2시 25분 (1시간 10분) |
| KBS 1TV   | 2019년 5월 26일                     | 매주 일요일 새벽 1시 15분 ~ 새벽 2시 45분 (1시간 30분) |
| KBS 1TV   | 2019년 6월 16일                     | 매주 일요일 밤 12시 45분 ~ 새벽 2시 5분 (1시간 20분)   |
| KBS 1TV   | 2019년 6월 23일                     | 매주 일요일 새벽 1시 25분 ~ 새벽 2시 50분 (1시간 25분) |
| KBS 1TV   | 2019년 8월 4일                      | 매주 일요일 새벽 1시 20분 ~ 새벽 2시 50분 (1시간 30분) |
| KBS 1TV   | 2019년 8월 11일                     | 매주 일요일 새벽 1시 20분 ~ 새벽 2시 25분 (1시간 5분)  |
| KBS 1TV   | 2019년 8월 18일                     | 매주 일요일 새벽 1시 15분 ~ 새벽 2시 15분 (1시간)      |
| KBS 1TV   | 2019년 8월 25일                     | 매주 일요일 새벽 1시 15분 ~ 새벽 2시 30분 (1시간 15분) |
| KBS 1TV   | 2019년 9월 8일                      | 매주 일요일 새벽 1시 25분 ~ 새벽 2시 45분 (1시간 20분) |
| KBS 1TV   | 2019년 9월 15일                     | 매주 일요일 새벽 1시 20분 ~ 새벽 2시 40분 (1시간 20분) |
| KBS 1TV   | 2019년 9월 29일                     | 매주 일요일 새벽 1시 20분 ~ 새벽 2시 40분 (1시간 20분) |
| KBS 1TV   | 2019년 10월 13일                    | 매주 일요일 새벽 1시 20분 ~ 새벽 2시 40분 (1시간 20분) |
| KBS 1TV   | 2019년 11월 24일                    | 매주 일요일 새벽 1시 20분 ~ 새벽 2시 40분 (1시간 20분) |
| KBS 1TV   | 2019년 12월 22일                    | 매주 일요일 새벽 1시 20분 ~ 새벽 2시 40분 (1시간 20분) |
| KBS 1TV   | 2019년 10월 6일                     | 매주 일요일 새벽 1시 5분 ~ 새벽 2시 10분 (1시간 10분)  |
| KBS 1TV   | 2019년 10월 20일                    | 매주 일요일 새벽 1시 20분 ~ 새벽 2시 50분 (1시간 30분) |
| KBS 1TV   | 2019년 10월 27일                    | 매주 일요일 새벽 1시 20분 ~ 새벽 3시 (1시간 40분)      |
| KBS 1TV   | 2019년 11월 3일                     | 매주 일요일 새벽 1시 20분 ~ 새벽 2시 15분 (55분)       |
| KBS 1TV   | 2019년 12월 1일                     | 매주 일요일 새벽 1시 15분 ~ 새벽 2시 15분 (1시간)      |
| KBS 1TV   | 2019년 12월 29일                    | 매주 일요일 밤 12시 50분 ~ 새벽 2시 15분 (1시간 25분)  |
| KBS 1TV   | 2020년 9월 13일                     | 매주 일요일 밤 12시 35분 ~ 새벽 1시 50분 (1시간 15분)  |
| KBS 1TV   | 2020년 10월 4일                     | 매주 일요일 밤 12시 35분 ~ 새벽 1시 50분 (1시간 15분)  |
| KBS 1TV   | 2020년 9월 20일                     | 매주 일요일 밤 12시 40분 ~ 새벽 2시 (1시간 20분)       |
| KBS 1TV   | 2020년 9월 27일                     | 매주 일요일 밤 12시 35분 ~ 새벽 2시 10분 (1시간 35분)  |
| KBS 1TV   | 2020년 11월 8일                     | 매주 일요일 밤 12시 35분 ~ 새벽 1시 35분 (1시간)       |
| KBS 1TV   | 2020년 11월 15일 ~ 2020년 11월 29일 | 매주 일요일 밤 12시 35분 ~ 새벽 2시 (1시간 25분)       |
| KBS 1TV   | 2021년 10월 24일 ~ 2021년 11월 28일 | 매주 일요일 밤 12시 20분 ~ 새벽 1시 40분 (1시간 20분)  |
| KBS 1TV   | 2021년 12월 13일                    | 매주 월요일 새벽 1시 25분 ~ 새벽 2시 45분 (1시간 20분) |
| KBS 1TV   | 2021년 12월 19일                    | 매주 일요일 밤 12시 25분 ~ 새벽 1시 40분 (1시간 20분)  |
| KBS 1TV   | 2023년 2월 12일 ~ 2023년 2월 26일   | 매주 일요일 새벽 1시 10분 ~ 2시 30분 (1시간 20분)      |
| KBS 1TV   | 2023년 3월 5일 ~ 2023년 3월 26일    | 매주 일요일 밤 12시 20분 ~ 새벽 1시 40분 (1시간 20분)  |

| 이 글을 보려면 오른쪽 ‘펼치기’ 버튼 클릭 \| 방송 채널 \| 방송 기간 \| 방송 시간 \| \| --------- \| -------------------------------------- \| -------------------------------------------- \| \| KBS 2TV \| 1987년 3월 8일 ~ 1987년 5월 10일 \| 매주 일요일 오전 7:20 ~ 8:30 (1시간 10분) \| \| KBS 2TV \| 1988년 5월 8일 ~ 1988년 12월 3일 \| 매주 일요일 밤 12:10 ~ 1:20 (1시간 10분) \| \| KBS 2TV \| 1988년 12월 9일 ~ 1989년 3월 5일 \| 매주 일요일 밤 1:05 ~ 2:15 (1시간 10분) \| \| KBS 2TV \| 1984년 11월 4일 ~ 1985년 2월 22일 \| 매주 일요일 밤 12:00 ~ 1:10 (1시간 10분) \| \| KBS 2TV \| 1985년 3월 3일 ~ 1987년 3월 1일 \| 매주 일요일 밤 12:00 ~ 1:10 (1시간 10분) \| \| KBS 2TV \| 1989년 3월 12일 ~ 1989년 10월 9일 \| 매주 일요일 밤 12:00 ~ 1:10 (1시간 10분) \| \| KBS 2TV \| 1989년 10월 15일 ~ 1990년 4월 8일 \| 매주 일요일 밤 12:00 ~ 1:10 (1시간 10분) \| \| KBS 2TV \| 1990년 4월 15일 ~ 1990년 10월 27일 \| 매주 일요일 밤 12:00 ~ 1:10 (1시간 10분) \| \| KBS 2TV \| 1991년 5월 11일 \| 매주 토요일 밤 12:10 ~ 1:20 (1시간 10분) \| \| KBS 2TV \| 1991년 5월 25일 ~ 1991년 10월 5일 \| 매주 토요일 밤 11:40 ~ 12:55 (1시간 15분) \| \| KBS 2TV \| 1990년 11월 3일 ~ 1990년 12월 22일 \| 매주 토요일 밤 11:45 ~ 12:55 (1시간 10분) \| \| KBS 2TV \| 1991년 3월 23일 ~ 1991년 3월 30일 \| 매주 토요일 밤 11:45 ~ 12:55 (1시간 10분) \| \| KBS 2TV \| 1991년 4월 13일 \| 매주 토요일 밤 11:45 ~ 12:55 (1시간 10분) \| \| KBS 2TV \| 1992년 2월 15일 ~ 1992년 2월 29일 \| 매주 토요일 밤 11:45 ~ 12:55 (1시간 10분) \| \| KBS 2TV \| 1991년 4월 20일 \| 매주 토요일 밤 11:30 ~ 12:55 (1시간 20분) \| \| KBS 2TV \| 1991년 4월 27일 ~ 1991년 5월 4일 \| 매주 토요일 밤 11:40 ~ 1:00 (1시간 20분) \| \| KBS 2TV \| 1991년 5월 18일 \| 매주 토요일 밤 11:40 ~ 1:00 (1시간 20분) \| \| KBS 2TV \| 1991년 10월 12일 ~ 1991년 11월 9일 \| 매주 토요일 밤 11:50 ~ 밤 1:00 (1시간 10분) \| \| KBS 2TV \| 1991년 11월 23일 ~ 1992년 2월 22일 \| 매주 토요일 밤 11:50 ~ 밤 1:00 (1시간 10분) \| \| KBS 2TV \| 1992년 3월 7일 ~ 1992년 4월 18일 \| 매주 토요일 밤 11:50 ~ 밤 1:00 (1시간 10분) \| \| KBS 2TV \| 1992년 12월 19일 \| 매주 토요일 밤 11:50 ~ 밤 1:00 (1시간 10분) \| \| KBS 2TV \| 1991년 11월 16일 \| 매주 토요일 밤 11:15 ~ 밤 12:25 (1시간 10분) \| \| KBS 2TV \| 1992년 5월 16일 \| 매주 토요일 밤 12:40 ~ 1:50 (1시간 20분) \| \| KBS 2TV \| 1992년 2월 29일 \| 매주 토요일 밤 11:45 ~ 12:55 (1시간 10분) \| \| KBS 2TV \| 1992년 4월 11일 ~ 1992년 5월 2일 \| 매주 토요일 밤 11:45 ~ 12:55 (1시간 10분) \| \| KBS 2TV \| 1992년 5월 23일 ~ 1992년 5월 30일 \| 매주 토요일 밤 11:45 ~ 12:55 (1시간 10분) \| \| KBS 2TV \| 1992년 6월 13일 ~ 1992년 10월 10일 \| 매주 토요일 밤 11:45 ~ 12:55 (1시간 10분) \| \| KBS 2TV \| 1992년 11월 21일 ~ 1992년 12월 5일 \| 매주 토요일 밤 11:45 ~ 12:55 (1시간 10분) \| \| KBS 2TV \| 1992년 12월 26일 \| 매주 토요일 밤 11:45 ~ 12:55 (1시간 10분) \| \| KBS 2TV \| 1993년 1월 9일 \| 매주 토요일 밤 11:45 ~ 12:55 (1시간 10분) \| \| KBS 2TV \| 1993년 1월 23일 \| 매주 토요일 밤 11:45 ~ 12:55 (1시간 10분) \| \| KBS 2TV \| 1993년 2월 6일 ~ 1993년 3월 6일 \| 매주 토요일 밤 11:45 ~ 12:55 (1시간 10분) \| \| KBS 2TV \| 1993년 3월 20일 \| 매주 토요일 밤 11:45 ~ 12:55 (1시간 10분) \| \| KBS 2TV \| 1993년 4월 4일 \| 매주 토요일 밤 11:45 ~ 12:55 (1시간 10분) \| \| KBS 2TV \| 1993년 3월 27일 \| 매주 토요일 밤 11:45 ~ 12:40 (55분) \| \| KBS 2TV \| 1993년 4월 17일 \| 매주 토요일 밤 11:45 ~ 12:40 (55분) \| \| KBS 2TV \| 1993년 5월 8일 \| 매주 토요일 밤 11:45 ~ 12:40 (55분) \| \| KBS 2TV \| 1993년 5월 22일 ~ 1993년 5월 29일 \| 매주 토요일 밤 11:45 ~ 12:40 (55분) \| \| KBS 2TV \| 1993년 6월 1일 ~ 1993년 6월 19일 \| 매주 토요일 밤 11:45 ~ 12:40 (55분) \| \| KBS 2TV \| 1993년 7월 3일 \| 매주 토요일 밤 11:45 ~ 12:40 (55분) \| \| KBS 2TV \| 1993년 7월 24일 ~ 1993년 7월 31일 \| 매주 토요일 밤 11:45 ~ 12:40 (55분) \| \| KBS 2TV \| 1993년 9월 25일 \| 매주 토요일 밤 11:45 ~ 12:40 (55분) \| \| KBS 2TV \| 1993년 10월 9일 ~ 1993년 10월 16일 \| 매주 토요일 밤 11:45 ~ 12:40 (55분) \| \| KBS 2TV \| 1993년 8월 7일 \| 매주 토요일 밤 11:55 ~ 12:50 (55분) \| \| KBS 2TV \| 1993년 9월 18일 \| 매주 토요일 밤 12:15 ~ 1:35 (1시간 20분) \| \| KBS 2TV \| 1993년 5월 15일 \| 매주 토요일 밤 12:10 ~ 1:10 (1시간) \| \| KBS 2TV \| 1993년 6월 5일 \| 매주 토요일 밤 12:20 ~ 1:20 (1시간) \| \| KBS 2TV \| 1993년 7월 17일 \| 매주 토요일 밤 12:20 ~ 1:20 (1시간) \| \| KBS 2TV \| 1993년 7월 10일 \| 매주 토요일 밤 12:05 ~ 1:00 (55분) \| \| KBS 2TV \| 1993년 10월 18일 ~ 1993년 12월 26일 \| 매주 일요일 밤 12:00 ~ 1:00 (1시간) \| \| KBS 2TV \| 1994년 1월 9일 ~ 1994년 10월 9일[2][3] \| 매주 일요일 밤 12:00 ~ 1:00 (1시간) \| \| KBS 2TV \| 1994년 10월 23일 ~ 1994년 11월 6일 \| 매주 일요일 밤 12:00 ~ 1:00 (1시간) \| \| KBS 2TV \| 1994년 11월 20일 ~ 1994년 12월 18일 \| 매주 일요일 밤 12:00 ~ 1:00 (1시간) \| \| KBS 2TV \| 1995년 1월 8일 ~ 1995년 1월 22일 \| 매주 일요일 밤 12:00 ~ 1:00 (1시간) \| \| KBS 2TV \| 1995년 2월 5일 ~ 1995년 2월 19일 \| 매주 일요일 밤 12:00 ~ 1:00 (1시간) \| \| KBS 2TV \| 1996년 3월 10일 ~ 1996년 5월 12일 \| 매주 일요일 밤 12:00 ~ 1:00 (1시간) \| \| KBS 2TV \| 1996년 7월 7일 \| 매주 일요일 밤 12:00 ~ 1:00 (1시간) \| \| KBS 2TV \| 1996년 8월 11일 ~ 1996년 8월 18일 \| 매주 일요일 밤 12:00 ~ 1:00 (1시간) \| \| KBS 2TV \| 1996년 9월 1일 ~ 1996년 9월 15일 \| 매주 일요일 밤 12:00 ~ 1:00 (1시간) \| \| KBS 2TV \| 1996년 10월 6일 \| 매주 일요일 밤 12:00 ~ 1:00 (1시간) \| \| KBS 2TV \| 1996년 12월 15일 \| 매주 일요일 밤 12:00 ~ 1:00 (1시간) \| \| KBS 2TV \| 1997년 1월 5일 ~ 1997년 2월 2일 \| 매주 일요일 밤 12:00 ~ 1:00 (1시간) \| \| KBS 2TV \| 1997년 2월 16일 ~ 1997년 3월 2일 \| 매주 일요일 밤 12:00 ~ 1:00 (1시간) \| \| KBS 2TV \| 1994년 10월 16일 \| 매주 일요일 밤 11:50 ~ 12:50 (1시간) \| \| KBS 2TV \| 1994년 12월 25일 \| 매주 일요일 밤 12:20 ~ 1:20 (1시간) \| \| KBS 2TV \| 1995년 1월 29일 \| 매주 일요일 밤 12:35 ~ 1:35 (1시간) \| \| KBS 2TV \| 1996년 11월 10일 ~ 1996년 11월 17일 \| 매주 일요일 밤 12:00 ~ 12:50 (50분) \| \| KBS 2TV \| 1996년 12월 1일 \| 매주 일요일 밤 12:00 ~ 12:50 (50분) \| \| KBS 2TV \| 1995년 2월 24일 ~ 1995년 4월 21일 \| 매주 금요일 밤 12:10 ~ 1:10 (1시간) \| \| KBS 2TV \| 1993년 4월 10일 \| 매주 토요일 밤 12:00 ~ 1:00 (1시간) \| \| KBS 2TV \| 1995년 5월 6일 \| 매주 토요일 밤 12:00 ~ 1:00 (1시간) \| \| KBS 2TV \| 1995년 5월 27일 \| 매주 토요일 밤 12:00 ~ 1:00 (1시간) \| \| KBS 2TV \| 1995년 6월 10일 ~ 1995년 7월 22일 \| 매주 토요일 밤 12:00 ~ 1:00 (1시간) \| \| KBS 2TV \| 1995년 9월 2일 \| 매주 토요일 밤 12:00 ~ 1:00 (1시간) \| \| KBS 2TV \| 1995년 9월 9일 ~ 1995년 9월 26일 \| 매주 금요일 밤 12:00 ~ 1:00 (1시간) \| \| KBS 2TV \| 1995년 10월 6일 ~ 1995년 10월 20일 \| 매주 금요일 밤 12:10 ~ 1:00 (50분) \| \| KBS 2TV \| 1995년 10월 27일 \| 매주 금요일 밤 12:25 ~ 1:25 (1시간) \| \| KBS 2TV \| 1995년 10월 6일 ~ 1995년 10월 20일 \| 매주 토요일 밤 12:15 ~ 1:00 (1시간) \| \| KBS 2TV \| 1995년 11월 11일 ~ 1995년 11월 18일 \| 매주 토요일 밤 12:15 ~ 1:00 (1시간) \| \| KBS 2TV \| 1995년 11월 25일 ~ 1995년 12월 16일 \| 매주 토요일 밤 12:10 ~ 12:55 (45분) \| \| KBS 2TV \| 1996년 1월 6일 ~ 1996년 3월 3일 \| 매주 토요일 밤 12:10 ~ 12:55 (45분) \| \| KBS 2TV \| 1995년 12월 23일 \| 매주 토요일 밤 12:50 ~ 1:50 (1시간) \| \| KBS 2TV \| 2004년 5월 9일 \| 매주 일요일 밤 1:20 ~ 2:40 (1시간 20분) \| \| KBS 2TV \| 2004년 6월 20일 ~ 2004년 7월 25일 \| 매주 일요일 밤 1:40 ~ 3:00 (1시간 20분) \| \| KBS 2TV \| 2004년 8월 1일 \| 매주 일요일 밤 1:40 ~ 3:00 (1시간 20분) \| \| KBS 2TV \| 2004년 9월 5일 ~ 2004년 11월 7일 \| 매주 일요일 밤 1:40 ~ 3:00 (1시간 20분) \| \| KBS 2TV \| 2004년 12월 26일 \| 매주 일요일 밤 1:40 ~ 3:00 (1시간 20분) \| \| KBS 2TV \| 2004년 6월 13일 \| 매주 일요일 밤 1:50 ~ 3:10 (1시간 20분) \| \| KBS 2TV \| 2004년 11월 14일 ~ 2004년 12월 19일 \| 매주 일요일 밤 1:35 ~ 2:45 (1시간 10분) \| \| KBS 2TV \| 2005년 1월 16일 ~ 2005년 1월 30일 \| 매주 일요일 밤 1:35 ~ 2:45 (1시간 10분) \| \| KBS 2TV \| 2005년 2월 20일 ~ 2005년 2월 27일 \| 매주 일요일 밤 1:35 ~ 2:45 (1시간 10분) \| \| KBS 2TV \| 2005년 3월 13일 ~ 2005년 3월 20일 \| 매주 일요일 밤 1:35 ~ 2:45 (1시간 10분) \| \| KBS 2TV \| 2005년 4월 3일 ~ 2005년 4월 24일 \| 매주 일요일 밤 1:35 ~ 2:45 (1시간 10분) \| \| KBS 2TV \| 2004년 8월 8일 \| 매주 일요일 밤 2:00 ~ 3:20 (1시간 20분) \| \| KBS 2TV \| 2008년 11월 23일 ~ 2008년 12월 7일 \| 매주 일요일 밤 1:05 ~ 2:35 (1시간 30분) \| \| KBS 2TV \| 2008년 12월 28일 \| 매주 일요일 밤 12:55 ~ 2:25 (1시간 30분) \| \| KBS 2TV \| 2008년 12월 14일 \| 매주 토요일 밤 1:15 ~ 2:45 (1시간 30분) \| \| KBS 2TV \| 2009년 2월 7일 \| 매주 토요일 밤 1:15 ~ 2:45 (1시간 30분) \| \| KBS 2TV \| 2009년 1월 3일 \| 매주 토요일 밤 1:30 ~ 3:00 (1시간 30분) \| \| KBS 2TV \| 2009년 1월 10일 \| 매주 토요일 밤 1:25 ~ 2:55 (1시간 30분) \| \| KBS 2TV \| 2009년 1월 17일 \| 매주 토요일 밤 1:00 ~ 2:30 (1시간 30분) \| \| KBS 2TV \| 2009년 2월 21일 \| 매주 토요일 밤 1:40 ~ 2:10 (1시간 30분) \| \| KBS 2TV \| 2009년 2월 14일 \| 매주 토요일 밤 1:20 ~ 2:50 (1시간 30분) \| \| KBS 2TV \| 2009년 3월 14일 ~ 2009년 4월 18일 \| 매주 토요일 밤 1:20 ~ 2:50 (1시간 30분) \| |                                     |                                              |
| 방송 채널 | 방송 기간                           | 방송 시간                                    |
| KBS 2TV | 1987년 3월 8일 ~ 1987년 5월 10일    | 매주 일요일 오전 7:20 ~ 8:30 (1시간 10분)    |
| KBS 2TV | 1988년 5월 8일 ~ 1988년 12월 3일    | 매주 일요일 밤 12:10 ~ 1:20 (1시간 10분)     |
| KBS 2TV | 1988년 12월 9일 ~ 1989년 3월 5일    | 매주 일요일 밤 1:05 ~ 2:15 (1시간 10분)      |
| KBS 2TV | 1984년 11월 4일 ~ 1985년 2월 22일   | 매주 일요일 밤 12:00 ~ 1:10 (1시간 10분)     |
| KBS 2TV | 1985년 3월 3일 ~ 1987년 3월 1일     | 매주 일요일 밤 12:00 ~ 1:10 (1시간 10분)     |
| KBS 2TV | 1989년 3월 12일 ~ 1989년 10월 9일   | 매주 일요일 밤 12:00 ~ 1:10 (1시간 10분)     |
| KBS 2TV | 1989년 10월 15일 ~ 1990년 4월 8일   | 매주 일요일 밤 12:00 ~ 1:10 (1시간 10분)     |
| KBS 2TV | 1990년 4월 15일 ~ 1990년 10월 27일  | 매주 일요일 밤 12:00 ~ 1:10 (1시간 10분)     |
| KBS 2TV | 1991년 5월 11일                     | 매주 토요일 밤 12:10 ~ 1:20 (1시간 10분)     |
| KBS 2TV | 1991년 5월 25일 ~ 1991년 10월 5일   | 매주 토요일 밤 11:40 ~ 12:55 (1시간 15분)    |
| KBS 2TV | 1990년 11월 3일 ~ 1990년 12월 22일  | 매주 토요일 밤 11:45 ~ 12:55 (1시간 10분)    |
| KBS 2TV | 1991년 3월 23일 ~ 1991년 3월 30일   | 매주 토요일 밤 11:45 ~ 12:55 (1시간 10분)    |
| KBS 2TV | 1991년 4월 13일                     | 매주 토요일 밤 11:45 ~ 12:55 (1시간 10분)    |
| KBS 2TV | 1992년 2월 15일 ~ 1992년 2월 29일   | 매주 토요일 밤 11:45 ~ 12:55 (1시간 10분)    |
| KBS 2TV | 1991년 4월 20일                     | 매주 토요일 밤 11:30 ~ 12:55 (1시간 20분)    |
| KBS 2TV | 1991년 4월 27일 ~ 1991년 5월 4일    | 매주 토요일 밤 11:40 ~ 1:00 (1시간 20분)     |
| KBS 2TV | 1991년 5월 18일                     | 매주 토요일 밤 11:40 ~ 1:00 (1시간 20분)     |
| KBS 2TV | 1991년 10월 12일 ~ 1991년 11월 9일  | 매주 토요일 밤 11:50 ~ 밤 1:00 (1시간 10분)  |
| KBS 2TV | 1991년 11월 23일 ~ 1992년 2월 22일  | 매주 토요일 밤 11:50 ~ 밤 1:00 (1시간 10분)  |
| KBS 2TV | 1992년 3월 7일 ~ 1992년 4월 18일    | 매주 토요일 밤 11:50 ~ 밤 1:00 (1시간 10분)  |
| KBS 2TV | 1992년 12월 19일                    | 매주 토요일 밤 11:50 ~ 밤 1:00 (1시간 10분)  |
| KBS 2TV | 1991년 11월 16일                    | 매주 토요일 밤 11:15 ~ 밤 12:25 (1시간 10분) |
| KBS 2TV | 1992년 5월 16일                     | 매주 토요일 밤 12:40 ~ 1:50 (1시간 20분)     |
| KBS 2TV | 1992년 2월 29일                     | 매주 토요일 밤 11:45 ~ 12:55 (1시간 10분)    |
| KBS 2TV | 1992년 4월 11일 ~ 1992년 5월 2일    | 매주 토요일 밤 11:45 ~ 12:55 (1시간 10분)    |
| KBS 2TV | 1992년 5월 23일 ~ 1992년 5월 30일   | 매주 토요일 밤 11:45 ~ 12:55 (1시간 10분)    |
| KBS 2TV | 1992년 6월 13일 ~ 1992년 10월 10일  | 매주 토요일 밤 11:45 ~ 12:55 (1시간 10분)    |
| KBS 2TV | 1992년 11월 21일 ~ 1992년 12월 5일  | 매주 토요일 밤 11:45 ~ 12:55 (1시간 10분)    |
| KBS 2TV | 1992년 12월 26일                    | 매주 토요일 밤 11:45 ~ 12:55 (1시간 10분)    |
| KBS 2TV | 1993년 1월 9일                      | 매주 토요일 밤 11:45 ~ 12:55 (1시간 10분)    |
| KBS 2TV | 1993년 1월 23일                     | 매주 토요일 밤 11:45 ~ 12:55 (1시간 10분)    |
| KBS 2TV | 1993년 2월 6일 ~ 1993년 3월 6일     | 매주 토요일 밤 11:45 ~ 12:55 (1시간 10분)    |
| KBS 2TV | 1993년 3월 20일                     | 매주 토요일 밤 11:45 ~ 12:55 (1시간 10분)    |
| KBS 2TV | 1993년 4월 4일                      | 매주 토요일 밤 11:45 ~ 12:55 (1시간 10분)    |
| KBS 2TV | 1993년 3월 27일                     | 매주 토요일 밤 11:45 ~ 12:40 (55분)          |
| KBS 2TV | 1993년 4월 17일                     | 매주 토요일 밤 11:45 ~ 12:40 (55분)          |
| KBS 2TV | 1993년 5월 8일                      | 매주 토요일 밤 11:45 ~ 12:40 (55분)          |
| KBS 2TV | 1993년 5월 22일 ~ 1993년 5월 29일   | 매주 토요일 밤 11:45 ~ 12:40 (55분)          |
| KBS 2TV | 1993년 6월 1일 ~ 1993년 6월 19일    | 매주 토요일 밤 11:45 ~ 12:40 (55분)          |
| KBS 2TV | 1993년 7월 3일                      | 매주 토요일 밤 11:45 ~ 12:40 (55분)          |
| KBS 2TV | 1993년 7월 24일 ~ 1993년 7월 31일   | 매주 토요일 밤 11:45 ~ 12:40 (55분)          |
| KBS 2TV | 1993년 9월 25일                     | 매주 토요일 밤 11:45 ~ 12:40 (55분)          |
| KBS 2TV | 1993년 10월 9일 ~ 1993년 10월 16일  | 매주 토요일 밤 11:45 ~ 12:40 (55분)          |
| KBS 2TV | 1993년 8월 7일                      | 매주 토요일 밤 11:55 ~ 12:50 (55분)          |
| KBS 2TV | 1993년 9월 18일                     | 매주 토요일 밤 12:15 ~ 1:35 (1시간 20분)     |
| KBS 2TV | 1993년 5월 15일                     | 매주 토요일 밤 12:10 ~ 1:10 (1시간)          |
| KBS 2TV | 1993년 6월 5일                      | 매주 토요일 밤 12:20 ~ 1:20 (1시간)          |
| KBS 2TV | 1993년 7월 17일                     | 매주 토요일 밤 12:20 ~ 1:20 (1시간)          |
| KBS 2TV | 1993년 7월 10일                     | 매주 토요일 밤 12:05 ~ 1:00 (55분)           |
| KBS 2TV | 1993년 10월 18일 ~ 1993년 12월 26일 | 매주 일요일 밤 12:00 ~ 1:00 (1시간)          |
| KBS 2TV | 1994년 1월 9일 ~ 1994년 10월 9일    | 매주 일요일 밤 12:00 ~ 1:00 (1시간)          |
| KBS 2TV | 1994년 10월 23일 ~ 1994년 11월 6일  | 매주 일요일 밤 12:00 ~ 1:00 (1시간)          |
| KBS 2TV | 1994년 11월 20일 ~ 1994년 12월 18일 | 매주 일요일 밤 12:00 ~ 1:00 (1시간)          |
| KBS 2TV | 1995년 1월 8일 ~ 1995년 1월 22일    | 매주 일요일 밤 12:00 ~ 1:00 (1시간)          |
| KBS 2TV | 1995년 2월 5일 ~ 1995년 2월 19일    | 매주 일요일 밤 12:00 ~ 1:00 (1시간)          |
| KBS 2TV | 1996년 3월 10일 ~ 1996년 5월 12일   | 매주 일요일 밤 12:00 ~ 1:00 (1시간)          |
| KBS 2TV | 1996년 7월 7일                      | 매주 일요일 밤 12:00 ~ 1:00 (1시간)          |
| KBS 2TV | 1996년 8월 11일 ~ 1996년 8월 18일   | 매주 일요일 밤 12:00 ~ 1:00 (1시간)          |
| KBS 2TV | 1996년 9월 1일 ~ 1996년 9월 15일    | 매주 일요일 밤 12:00 ~ 1:00 (1시간)          |
| KBS 2TV | 1996년 10월 6일                     | 매주 일요일 밤 12:00 ~ 1:00 (1시간)          |
| KBS 2TV | 1996년 12월 15일                    | 매주 일요일 밤 12:00 ~ 1:00 (1시간)          |
| KBS 2TV | 1997년 1월 5일 ~ 1997년 2월 2일     | 매주 일요일 밤 12:00 ~ 1:00 (1시간)          |
| KBS 2TV | 1997년 2월 16일 ~ 1997년 3월 2일    | 매주 일요일 밤 12:00 ~ 1:00 (1시간)          |
| KBS 2TV | 1994년 10월 16일                    | 매주 일요일 밤 11:50 ~ 12:50 (1시간)         |
| KBS 2TV | 1994년 12월 25일                    | 매주 일요일 밤 12:20 ~ 1:20 (1시간)          |
| KBS 2TV | 1995년 1월 29일                     | 매주 일요일 밤 12:35 ~ 1:35 (1시간)          |
| KBS 2TV | 1996년 11월 10일 ~ 1996년 11월 17일 | 매주 일요일 밤 12:00 ~ 12:50 (50분)          |
| KBS 2TV | 1996년 12월 1일                     | 매주 일요일 밤 12:00 ~ 12:50 (50분)          |
| KBS 2TV | 1995년 2월 24일 ~ 1995년 4월 21일   | 매주 금요일 밤 12:10 ~ 1:10 (1시간)          |
| KBS 2TV | 1993년 4월 10일                     | 매주 토요일 밤 12:00 ~ 1:00 (1시간)          |
| KBS 2TV | 1995년 5월 6일                      | 매주 토요일 밤 12:00 ~ 1:00 (1시간)          |
| KBS 2TV | 1995년 5월 27일                     | 매주 토요일 밤 12:00 ~ 1:00 (1시간)          |
| KBS 2TV | 1995년 6월 10일 ~ 1995년 7월 22일   | 매주 토요일 밤 12:00 ~ 1:00 (1시간)          |
| KBS 2TV | 1995년 9월 2일                      | 매주 토요일 밤 12:00 ~ 1:00 (1시간)          |
| KBS 2TV | 1995년 9월 9일 ~ 1995년 9월 26일    | 매주 금요일 밤 12:00 ~ 1:00 (1시간)          |
| KBS 2TV | 1995년 10월 6일 ~ 1995년 10월 20일  | 매주 금요일 밤 12:10 ~ 1:00 (50분)           |
| KBS 2TV | 1995년 10월 27일                    | 매주 금요일 밤 12:25 ~ 1:25 (1시간)          |
| KBS 2TV | 1995년 10월 6일 ~ 1995년 10월 20일  | 매주 토요일 밤 12:15 ~ 1:00 (1시간)          |
| KBS 2TV | 1995년 11월 11일 ~ 1995년 11월 18일 | 매주 토요일 밤 12:15 ~ 1:00 (1시간)          |
| KBS 2TV | 1995년 11월 25일 ~ 1995년 12월 16일 | 매주 토요일 밤 12:10 ~ 12:55 (45분)          |
| KBS 2TV | 1996년 1월 6일 ~ 1996년 3월 3일     | 매주 토요일 밤 12:10 ~ 12:55 (45분)          |
| KBS 2TV | 1995년 12월 23일                    | 매주 토요일 밤 12:50 ~ 1:50 (1시간)          |
| KBS 2TV | 2004년 5월 9일                      | 매주 일요일 밤 1:20 ~ 2:40 (1시간 20분)      |
| KBS 2TV | 2004년 6월 20일 ~ 2004년 7월 25일   | 매주 일요일 밤 1:40 ~ 3:00 (1시간 20분)      |
| KBS 2TV | 2004년 8월 1일                      | 매주 일요일 밤 1:40 ~ 3:00 (1시간 20분)      |
| KBS 2TV | 2004년 9월 5일 ~ 2004년 11월 7일    | 매주 일요일 밤 1:40 ~ 3:00 (1시간 20분)      |
| KBS 2TV | 2004년 12월 26일                    | 매주 일요일 밤 1:40 ~ 3:00 (1시간 20분)      |
| KBS 2TV | 2004년 6월 13일                     | 매주 일요일 밤 1:50 ~ 3:10 (1시간 20분)      |
| KBS 2TV | 2004년 11월 14일 ~ 2004년 12월 19일 | 매주 일요일 밤 1:35 ~ 2:45 (1시간 10분)      |
| KBS 2TV | 2005년 1월 16일 ~ 2005년 1월 30일   | 매주 일요일 밤 1:35 ~ 2:45 (1시간 10분)      |
| KBS 2TV | 2005년 2월 20일 ~ 2005년 2월 27일   | 매주 일요일 밤 1:35 ~ 2:45 (1시간 10분)      |
| KBS 2TV | 2005년 3월 13일 ~ 2005년 3월 20일   | 매주 일요일 밤 1:35 ~ 2:45 (1시간 10분)      |
| KBS 2TV | 2005년 4월 3일 ~ 2005년 4월 24일    | 매주 일요일 밤 1:35 ~ 2:45 (1시간 10분)      |
| KBS 2TV | 2004년 8월 8일                      | 매주 일요일 밤 2:00 ~ 3:20 (1시간 20분)      |
| KBS 2TV | 2008년 11월 23일 ~ 2008년 12월 7일  | 매주 일요일 밤 1:05 ~ 2:35 (1시간 30분)      |
| KBS 2TV | 2008년 12월 28일                    | 매주 일요일 밤 12:55 ~ 2:25 (1시간 30분)     |
| KBS 2TV | 2008년 12월 14일                    | 매주 토요일 밤 1:15 ~ 2:45 (1시간 30분)      |
| KBS 2TV | 2009년 2월 7일                      | 매주 토요일 밤 1:15 ~ 2:45 (1시간 30분)      |
| KBS 2TV | 2009년 1월 3일                      | 매주 토요일 밤 1:30 ~ 3:00 (1시간 30분)      |
| KBS 2TV | 2009년 1월 10일                     | 매주 토요일 밤 1:25 ~ 2:55 (1시간 30분)      |
| KBS 2TV | 2009년 1월 17일                     | 매주 토요일 밤 1:00 ~ 2:30 (1시간 30분)      |
| KBS 2TV | 2009년 2월 21일                     | 매주 토요일 밤 1:40 ~ 2:10 (1시간 30분)      |
| KBS 2TV | 2009년 2월 14일                     | 매주 토요일 밤 1:20 ~ 2:50 (1시간 30분)      |
| KBS 2TV | 2009년 3월 14일 ~ 2009년 4월 18일   | 매주 토요일 밤 1:20 ~ 2:50 (1시간 30분)      |

| 방송 채널 | 방송 기간                           | 방송 시간                                       |
| --------- | ----------------------------------- | ----------------------------------------------- |
| KBS 3TV   | 1982년 9월 26일 ~ 1982년 12월 26일  | 매주 일요일 오후 1:20 ~ 2:30 (1시간 10분)       |
| KBS 3TV   | 1983년 1월 9일 ~ 1983년 3월 27일    | 매주 일요일 오후 1:20 ~ 2:30 (1시간 10분)       |
| KBS 3TV   | 1983년 4월 3일 ~ 1983년 8월 28일    | 매주 일요일 낮 12:10 ~ 2:30 (1시간 10분)        |
| KBS 3TV   | 1983년 9월 4일 ~ 1983년 10월 2일    | 매주 일요일 오전 11:50 ~ 오후 1:00 (1시간 10분) |
| KBS 3TV   | 1983년 10월 16일                    | 매주 일요일 오전 11:50 ~ 오후 1:00 (1시간 10분) |
| KBS 3TV   | 1989년 5월 21일 ~ 1989년 5월 28일   | 매주 일요일 오전 11:50 ~ 오후 1:00 (1시간 10분) |
| KBS 3TV   | 1983년 10월 9일                     | 매주 일요일 낮 12:10 ~ 오후 1:10 (1시간)        |
| KBS 3TV   | 1983년 10월 23일 ~ 1983년 12월 25일 | 매주 일요일 낮 12:10 ~ 오후 1:10 (1시간)        |
| KBS 3TV   | 1984년 1월 8일 ~ 1984년 4월 1일     | 매주 일요일 낮 12:10 ~ 오후 1:10 (1시간)        |
| KBS 3TV   | 1984년 4월 8일 ~ 1984년 5월 13일    | 매주 일요일 낮 12:00 ~ 오후 1:10 (1시간 10분)   |
| KBS 3TV   | 1984년 5월 20일 ~ 1984년 10월 29일  | 매주 일요일 낮 12:00 ~ 오후 1:10 (1시간 10분)   |
| KBS 3TV   | 1984년 11월 4일 ~ 1985년 1월 27일   | 매주 일요일 오전 11:40 ~ 낮 12:50 (1시간 10분)  |
| KBS 3TV   | 1985년 2월 10일 ~ 1985년 4월 21일   | 매주 일요일 오전 11:40 ~ 낮 12:50 (1시간 10분)  |
| KBS 3TV   | 1985년 2월 3일                      | 매주 일요일 낮 12:10 ~ 오후 1:20 (1시간 10분)   |
| KBS 3TV   | 1985년 10월 13일                    | 매주 일요일 오후 1:00 ~ 2:10 (1시간 10분)       |
| KBS 3TV   | 1983년 1월 2일                      | 매주 일요일 오후 1:20 ~ 2:50 (1시간 30분)       |
| KBS 3TV   | 1984년 1월 1일                      | 매주 일요일 오후 12:00 ~ 오후 1:40 (1시간 40분) |
| KBS 3TV   | 1985년 4월 28일 ~ 1985년 10월 5일   | 매주 일요일 오전 11:30 ~ 낮 12:40 (1시간 10분)  |
| KBS 3TV   | 1985년 10월 20일 ~ 1985년 10월 27일 | 매주 일요일 오전 11:30 ~ 낮 12:40 (1시간 10분)  |
| KBS 3TV   | 1985년 11월 3일 ~ 1987년 8월 29일   | 매주 일요일 오전 10:50 ~ 낮 12:00 (1시간 10분)  |
| KBS 3TV   | 1987년 9월 13일 ~ 1987년 12월 27일  | 매주 일요일 오전 10:50 ~ 낮 12:00 (1시간 10분)  |
| KBS 3TV   | 1988년 1월 10일 ~ 1988년 12월 25일  | 매주 일요일 오전 10:50 ~ 낮 12:00 (1시간 10분)  |
| KBS 3TV   | 1989년 1월 8일 ~ 1989년 5월 14일    | 매주 일요일 오전 10:50 ~ 낮 12:00 (1시간 10분)  |
| KBS 3TV   | 1989년 6월 4일 ~ 1990년 6월 25일    | 매주 일요일 오전 10:50 ~ 낮 12:00 (1시간 10분)  |
| KBS 3TV   | 1990년 1월 7일 ~ 1990년 4월 22일    | 매주 일요일 오전 10:50 ~ 낮 12:00 (1시간 10분)  |
| KBS 3TV   | 1990년 5월 20일 ~ 1990년 6월 24일   | 매주 일요일 오전 10:50 ~ 낮 12:00 (1시간 10분)  |
| KBS 3TV   | 1988년 1월 3일                      | 매주 일요일 오전 10:50 ~ 낮 12:20 (1시간 30분)  |
| KBS 3TV   | 1990년 7월 1일 ~ 1990년 10월 21일   | 매주 일요일 오전 11:00 ~ 낮 12:10 (1시간 10분)  |
| KBS 3TV   | 1990년 11월 4일 ~ 1990년 12월 23일  | 매주 일요일 오전 11:00 ~ 낮 12:10 (1시간 10분)  |
| KBS 3TV   | 1990년 10월 28일                    | 매주 일요일 오전 11:00 ~ 낮 12:00 (1시간)       |

| 방송 채널 | 방송 기간                         | 방송 시간 |
| --------- | --------------------------------- | --- |
| KBS KOREA | 2002년 3월 3일 ~ 2002년 3월 10일  | 본방송 : 매주 일요일 오전 10:30 ~ 낮 12:30 (1시간 30분) 재방송 : 매주 일요일 밤 12:30 ~ 2:00 (1시간 30분)     |
| KBS KOREA | 2002년 10월 27일                  | 매주 일요일 오전 11:00 ~ 낮 12:30 (1시간 30분)                                                                |
| KBS KOREA | 2002년 5월 12일                   | 매주 일요일 오전 10:30 ~ 낮 12:00 (1시간 30분)                                                                |
| KBS KOREA | 2002년 6월 30일 ~ 2002년 7월 28일 | 매주 일요일 오전 10:30 ~ 낮 12:00 (1시간 30분)                                                                |
| KBS KOREA | 2002년 8월 10일                   | 본방송 : 매주 일요일 밤 11:00 ~ 밤 12:30 (1시간 30분) 차주 : 다음주 일요일 오전 6:00 ~ 오전 7:30 (1시간 30분) |
| KBS KOREA | 2002년 8월 17일                   | 본방송 : 매주 일요일 밤 11:00 ~ 밤 12:30 (1시간 30분) 차주 : 다음주 일요일 오전 6:00 ~ 오전 7:30 (1시간 30분) |
| KBS KOREA | 2002년 9월 2일                    | 본방송 : 매주 일요일 밤 11:00 ~ 밤 12:30 (1시간 30분) 차주 : 다음주 일요일 오전 6:00 ~ 오전 7:30 (1시간 30분) |
| KBS KOREA | 2002년 10월 13일                  | 본방송 : 매주 일요일 밤 11:00 ~ 밤 12:30 (1시간 30분) 차주 : 다음주 일요일 오전 6:00 ~ 오전 7:30 (1시간 30분) |
| KBS KOREA | 2003년 3월 9일 ~ 3월 23일         | 매주 일요일 오전 10:40 ~ 낮 12:10 (1시간 30분)                                                                |
| KBS KOREA | 2003년 6월 8일                    | 매주 일요일 오전 10:40 ~ 낮 12:10 (1시간 30분)                                                                |
| KBS KOREA | 2004년                            | 매주 일요일 오후 2:05 ~ 3:15 (1시간 10분)                                                                     |
| KBS KOREA | 2005년 1월 2일                    | 매주 일요일 오전 8:00 ~ 9:10 (1시간 10분)                                                                     |
| KBS KOREA | 2005년 6월 12일                   | 매주 일요일 오후 2:00 ~ 3:10 (1시간 10분)                                                                     |

| 방송 채널   | 방송 기간                         | 방송 시간                                                                              |
| ----------- | --------------------------------- | -------------------------------------------------------------------------------------- |
| KBS위성 1TV | 1997년 3월 9일                    | 매주 일요일 오전 10:50 ~ 11:50 (1시간)                                                 |
| KBS위성 1TV | 1997년 3월 16일 ~ 1997년 4월 27일 | 매주 일요일 제1부 : 오전 11:00 ~ 낮 12:00 (1시간) 제2부 : 낮 12:00 ~ 오후 1:00 (1시간) |
| KBS위성 1TV | 1997년 5월 25일                   | 매주 일요일 제1부 : 오전 11:00 ~ 낮 12:00 (1시간) 제2부 : 낮 12:00 ~ 오후 1:00 (1시간) |
| KBS위성 1TV | 1997년 6월 8일 ~ 1997년 7월 6일   | 매주 일요일 제1부 : 오전 11:00 ~ 낮 12:00 (1시간) 제2부 : 낮 12:00 ~ 오후 1:00 (1시간) |
| KBS위성 1TV | 1997년 5월 4일                    | 매주 일요일 제1부 : 오전 11:30 ~ 낮 12:30 (1시간) 제2부 : 낮 12:30 ~ 오후 1:30 (1시간) |
| KBS위성 1TV | 1997년 7월 13일 ~ 1998년 1월 4일  | 매주 일요일 오전 8:30 ~ 10:00 (1시간 30분)                                             |
| KBS위성 1TV | 1998년 4월 11일 ~ 1998년 5월 10일 | 매주 일요일 밤 11:05 ~ 12:35 (1시간 30분)                                              |
| KBS위성 1TV | 1998년 6월 7일 ~ 1998년 8월 16일  | 매주 일요일 밤 11:05 ~ 12:35 (1시간 30분)                                              |
| KBS위성 1TV | 1998년 9월 20일                   | 매주 일요일 밤 11:05 ~ 12:35 (1시간 30분)                                              |
| KBS위성 1TV | 1998년 2월 22일                   | 매주 일요일 밤 11:05 ~ 12:35 (1시간 30분)                                              |
| KBS위성 1TV | 1998년 3월 15일                   | 매주 일요일 밤 11:05 ~ 12:35 (1시간 30분)                                              |
| KBS위성 1TV | 1998년 9월 20일                   | 매주 일요일 밤 11:05 ~ 12:35 (1시간 30분)                                              |
| KBS위성 1TV | 1998년 1월 11일 ~ 1998년 2월 22일 | 매주 일요일 밤 11:05 ~ 12:30 (1시간 25분)                                              |
| KBS위성 1TV | 1998년 3월 22일                   | 매주 일요일 밤 11:05 ~ 12:30 (1시간 25분)                                              |
| KBS위성 1TV | 1998년 5월 17일                   | 매주 일요일 밤 11:05 ~ 12:30 (1시간 25분)                                              |
| KBS위성 1TV | 1998년 9월 27일                   | 매주 일요일 밤 11:05 ~ 12:30 (1시간 25분)                                              |
| KBS위성 1TV | 1998년 10월 11일                  | 매주 일요일 밤 11:05 ~ 12:30 (1시간 25분)                                              |
| KBS위성 1TV | 1998년 10월 4일                   | 매주 일요일 밤 10:35 ~ 12:00 (1시간 25분)                                              |
| KBS위성 1TV | 1998년 3월 8일                    | 매주 일요일 밤 11:05 ~ 12:45 (1시간 40분)                                              |
| KBS위성 1TV | 1998년 3월 29일 ~ 1998년 4월 5일  | 매주 일요일 밤 11:05 ~ 12:45 (1시간 40분)                                              |
| KBS위성 1TV | 1998년 5월 20일                   | 생방송 : 매주 화요일 오후 3:00 ~ 5:00 (2시간)                                          |
| KBS위성 1TV | 1998년 5월 21일                   | 생방송 : 매주 수요일 오후 3:00 ~ 5:30 (2시간 30분)                                     |
| KBS위성 1TV | 1998년 5월 24일                   | 매주 일요일 밤 11:15 ~ 12:45 (1시간 30분)                                              |
| KBS위성 1TV | 2000년 1월 23일 ~ 2000년 1월 30일 | 매주 일요일 밤 12:00 ~ 1:30 (1시간 30분)                                               |
| KBS위성 1TV | 2000년 3월 12일                   | 매주 일요일 밤 12:00 ~ 1:30 (1시간 30분)                                               |
| KBS위성 1TV | 2000년 3월 26일 ~ 2000년 4월 2일  | 매주 일요일 밤 12:00 ~ 1:30 (1시간 30분)                                               |
| KBS위성 1TV | 2000년 4월 16일                   | 매주 일요일 밤 12:00 ~ 1:30 (1시간 30분)                                               |
| KBS위성 1TV | 2000년 2월 13일                   | 매주 일요일 밤 12:10 ~ 1:40 (1시간 30분)                                               |
| KBS위성 1TV | 2000년 2월 20일 ~ 2000년 2월 27일 | 매주 일요일 밤 12:15 ~ 1:45 (1시간 30분)                                               |

| 방송 채널  | 방송 기간                           | 방송 시간 |
| ---------- | ----------------------------------- | --- |
| KBS위성2TV | 1998년 10월 17일 ~ 1998년 12월 26일 | 매주 토요일 밤 9:00 ~ 10:30 (1시간 30분)                                                                      |
| KBS위성2TV | 1999년 1월 9일 ~ 1999년 4월 17일    | 매주 토요일 밤 9:00 ~ 10:30 (1시간 30분)                                                                      |
| KBS위성2TV | 1999년 5월 1일 ~ 1999년 5월 29일    | 매주 토요일 밤 9:00 ~ 10:30 (1시간 30분)                                                                      |
| KBS위성2TV | 1999년 1월 2일                      | 매주 토요일 밤 9:20 ~ 10:50 (1시간 30분)                                                                      |
| KBS위성2TV | 1999년 4월 24일                     | 매주 토요일 밤 9:30 ~ 11:00 (1시간 30분)                                                                      |
| KBS위성2TV | 1999년 6월 20일 ~ 1999년 7월 4일    | 매주 일요일 낮 12:00 ~ 오후 1:20 (1시간 20분)                                                                 |
| KBS위성2TV | 1999년 7월 25일 ~ 1999년 8월 8일    | 매주 일요일 낮 12:00 ~ 오후 1:20 (1시간 20분)                                                                 |
| KBS위성2TV | 1999년 7월 1일 ~ 1999년 7월 18일    | 매주 일요일 낮 12:00 ~ 오후 1:10 (1시간 10분)                                                                 |
| KBS위성2TV | 2000년 3월 26일                     | 매주 일요일 오후 1:00 ~ 2:30 (1시간 30분)                                                                     |
| KBS위성2TV | 2000년 4월 23일 ~ 2000년 4월 30일   | 매주 일요일 오후 1:50 ~ 3:20 (1시간 30분)                                                                     |
| KBS위성2TV | 1999년 8월 15일 ~ 1999년 9월 12일   | 매주 일요일 오후 2:00 ~ 3:30 (1시간 30분)                                                                     |
| KBS위성2TV | 1999년 10월 3일 ~ 1999년 10월 24일  | 매주 일요일 오후 2:00 ~ 3:30 (1시간 30분)                                                                     |
| KBS위성2TV | 1999년 11월 7일 ~ 2000년 1월 30일   | 매주 일요일 오후 2:00 ~ 3:30 (1시간 30분)                                                                     |
| KBS위성2TV | 2000년 2월 13일 ~ 2000년 3월 19일   | 매주 일요일 오후 2:00 ~ 3:30 (1시간 30분)                                                                     |
| KBS위성2TV | 2000년 4월 2일 ~ 2000년 4월 16일    | 매주 일요일 오후 2:00 ~ 3:30 (1시간 30분)                                                                     |
| KBS위성2TV | 2000년 5월 7일 ~ 2000년 5월 21일    | 매주 일요일 오후 2:00 ~ 3:30 (1시간 30분)                                                                     |
| KBS위성2TV | 2000년 6월 4일 ~ 2000년 6월 25일    | 매주 일요일 오후 2:00 ~ 3:30 (1시간 30분)                                                                     |
| KBS위성2TV | 1999년 9월 19일                     | 매주 일요일 오후 3:00 ~ 4:30 (1시간 30분)                                                                     |
| KBS위성2TV | 1999년 10월 31일                    | 매주 일요일 오후 1:20 ~ 3:30 (1시간 40분)                                                                     |
| KBS위성2TV | 2000년 7월 2일 ~ 2000년 9월 10일    | 매주 일요일 오전 9:00 ~ 10:30 (1시간 30분)                                                                    |
| KBS위성2TV | 2000년 10월 8일 ~ 2000년 10월 22일  | 매주 일요일 오전 9:00 ~ 10:30 (1시간 30분)                                                                    |
| KBS위성2TV | 2000년 12월 10일                    | 매주 일요일 오전 9:00 ~ 10:30 (1시간 30분)                                                                    |
| KBS위성2TV | 2000년 12월 24일 ~ 2000년 12월 31일 | 매주 일요일 오전 9:00 ~ 10:30 (1시간 30분)                                                                    |
| KBS위성2TV | 2001년 1월 14일 ~ 2001년 5월 20일   | 매주 일요일 오전 9:00 ~ 10:30 (1시간 30분)                                                                    |
| KBS위성2TV | 2001년 7월 8일 ~ 2001년 7월 29일    | 매주 일요일 오전 9:00 ~ 10:30 (1시간 30분)                                                                    |
| KBS위성2TV | 2001년 1월 7일                      | 매주 일요일 오전 8:00 ~ 9:30 (1시간 30분)                                                                     |
| KBS위성2TV | 2001년 8월 4일 ~ 2001년 8월 18일    | (본방송) : 매주 토요일 밤 1:00 ~ 2:30 (1시간 30분) (재방송) : 매주 일요일 오전 11:00 ~ 낮 12:30 (1시간 30분)  |
| KBS위성2TV | 2001년 9월 2일 ~ 2001년 9월 29일    | (본방송) : 매주 토요일 밤 1:00 ~ 2:30 (1시간 30분) (재방송) : 매주 일요일 오전 11:00 ~ 낮 12:30 (1시간 30분)  |
| KBS위성2TV | 2001년 10월 13일 ~ 2001년 12월 8일  | (본방송) : 매주 토요일 밤 1:00 ~ 2:30 (1시간 30분) (재방송) : 매주 일요일 오전 11:00 ~ 낮 12:30 (1시간 30분)  |
| KBS위성2TV | 2001년 12월 23일 ~ 2002년 1월 27일  | (본방송) : 매주 토요일 밤 1:00 ~ 2:30 (1시간 30분) (재방송) : 매주 일요일 오전 11:00 ~ 낮 12:30 (1시간 30분)  |
| KBS위성2TV | 2001년 12월 16일                    | (본방송) : 매주 토요일 밤 12:00 ~ 1:30 (1시간 30분) (재방송) : 매주 일요일 오전 11:00 ~ 낮 12:30 (1시간 30분) |
| KBS위성2TV | 2002년 2월 3일 ~ 2002년 2월 24일    | (본방송) : 매주 토요일 밤 12:00 ~ 1:30 (1시간 30분) (재방송) : 매주 일요일 오전 11:00 ~ 낮 12:30 (1시간 30분) |
| KBS위성2TV | 2001년 8월 25일                     | (본방송) : 매주 토요일 밤 2:00 ~ 3:30 (1시간 30분) (재방송) : 매주 일요일 오전 11:00 ~ 낮 12:30 (1시간 30분)  |

## 현재 진행자
- 김여원 바둑 캐스터 - KBS 바둑왕전의 진행자
- 박정상 9단 - KBS 바둑왕전의 해설자
- 우정민- KBS 바둑왕전의 기록자
- 김민이- KBS 바둑왕전의 계시자

## 역대 진행자
- 노영하 九단 (1983년 ~ 2013년)
- 박정상 九단 (2013년 ~ 2019년)
- 정수현 九단
- 최유진 캐스터

## 방식
- 제17기 ~ 제18기 : 예선을 거쳐 본선에 진출한 20명이 승자조와 패자조로 나누어 토너먼트 대결을 벌여 우승자를 결정한다. 결승전은 3번기,패자조는 승자2회전에서부터 패했을 때만 가능하다.
- 제11기 ~ 제16기, 제19기 ~ 제24기 : 예선을 거쳐 본선에 진출한 24명이 승자조와 패자조로 나누어 토너먼트 대결을 벌여 우승자를 결정한다. 결승전은 3번기,패자조는 승자2회전에서부터 패했을 때만 가능하다.
- 제25기 ~ 제33기 : 예선을 거쳐 본선에 진출한 22명과 시드를 받고 본선에 진출한 6명이 진출하여 28명이 승자조와 패자조로 나누어 토너먼트 대결을 벌여 우승자를 결정한다. 결승전은 3번기,패자조는 승자2회전에서부터 패했을 때만 가능하다.
- 제34기 ~ 제38기 :  치열한 예선전을 뚫고 본선에 진출한 42명과 시드를 받고 본선에 진출한 8명의 프로기사들이 대국을 펼쳐 결승전은 3번기.
- 제1기 ~ 제10기, 제34기부터는 패자조에서 제외되었다.
- 대국 녹화 후 편집, 사전 모니터 및 해설 녹화를 거쳐 방송한다.
- 시간은 각자 1인당 5분(제19기-2000년 ~ ), 30초 초읽기 10회(9기 ~ 11기), 30초 초읽기 5회(제12기 ~ )
- 덤은 흑을 쥔사람은 6.5집(1998년 ~ )을 공제한다.
- 제39기: 치열한 예선전을 뚫고 본선에 진출한 5명과 시드를 받고 본선에 진출한 3명의 프로기사들이 대국을 펼쳐 결승전은 3번기.
- 제40기: 예선 없이 8인의 초청전으로 우승 경쟁을 벌인다. 기전의 성격도 종합기전에서 제한기전으로 축소된다. 초청 8명은 전기 결승 진출자 2명과 랭킹 상위 5명(랭킹 상위자 불참시 차상위자), 와일드카드 1명이다.
- 제41기: 위와 동일한 방식으로 우승 경쟁을 벌이며, 결승전은 단판승부로 변경되었다.

## 역대 우승자 · 준우승자
우승자와 준우승자는 1989년부터 매년마다 한국 KBS, 일본 NHK, 중국 CCTV가 교대로 개최하는 TV 바둑 아시아 선수권대회에서 출전한다. 

또한 TV 바둑 아시아 선수권대회 전기 우승자가 이 대회 전기 결승과 겹쳤을 경우 공석이 되는 관계로 준결승전 패자 중 국내 선발전 통과한자가 출전권을 획득하여 이와 동시에 다음 대회에서 시드를 받게된다.
다음은 역대 우승/준우승자 목록이다.
| 연도   | 기수 | 우승             | 전적 | 준우승          | 비고 |
| ------ | ---- | ---------------- | ---- | --------------- | --- |
| 1980년 | 1기  | 조훈현 八단      | 2-0  | 노영하 七단     | 원년 우승 조훈현 九단, 최초 바둑왕 등극 노영하 七단 준우승 이후 KBS바둑해설위원으로 활동함              |
| 1982년 | 2기  | 조훈현 九단      | 2-0  | 김희중 七단     | |
| 1983년 | 3기  | 서봉수 七단      | 2-0  | 김좌기 四단     | |
| 1984년 | 4기  | 조훈현 九단      | 2-1  | 서봉수 八단     | |
| 1985년 | 5기  | (故) 하찬석 七단 | 2-1  | 김희중 七단     | 생전 우승한 기사(5기)                                                                                   |
| 1986년 | 6기  | 조훈현 九단      | 2-1  | 김희중 七단     | |
| 1987년 | 7기  | 조훈현 九단      | 2-0  | 서능욱 八단     | |
| 1988년 | 8기  | 이창호 三단      | 2-0  | 김수장 七단     | 한국 최연소 타이틀 이창호 三단 (14회,1988년)                                                            |
| 1989년 | 9기  | 조훈현 九단      | 2-1  | 서능욱 八단     | |
| 1990년 | 10기 | 조훈현 九단      | 2-0  | 서능욱 八단     | |
| 1991년 | 11기 | 이창호 六단      | 2-1  | 조훈현 九단     | 이창호 六단 통산 2회 우승!, 3년만에 바둑왕 탈환!, 서봉수 九단 3위                                       |
| 1992년 | 12기 | 조훈현 九단      | 2-0  | 유창혁 六단     | 조훈현 九단 새해 첫 바둑왕전 우승!, 유창혁 六단 준우승, 양재호 八단 3위                                 |
| 1994년 | 13기 | 이창호 七단      | 2-0  | 조훈현 九단     | 이창호 七단 통산 3회 우승! , 1년만에 바둑왕 탈환!, 박승문 三단 3위                                      |
| 1995년 | 14기 | 유창혁 七단      | 2-0  | 이창호 八단     | 유창혁 七단 TV속기 2개 타이틀 획득하며 천하통일 달성!, 서봉수 九단 3위                                  |
| 1996년 | 15기 | 조훈현 九단      | 2-1  | 이창호 九단     | 조훈현 九단 통산 9회 우승 금자탑, 정수현 八단 3위                                                       |
| 1997년 | 16기 | 조훈현 九단      | 2-0  | 이창호 九단     | 조훈현 九단 통산 10회 우승 금자탑, 바둑왕전 2연패! 이창호 九단 3년연속 바둑왕전 준우승 김희중 九단 3위  |
| 1998년 | 17기 | 이창호 九단      | 2-0  | 정수현 九단     | 이창호 九단 통산 4회 우승!, 4년만에 바둑왕 탈환! 국내최초 정수현 九단과 바둑교수와 대결 양재호 九단 3위 |
| 1999년 | 18기 | 조훈현 九단      | 2-0  | 이창호 九단     | 조훈현 九단 통산 11회 우승 금자탑, 이상훈(小) 三단 3위                                                  |
| 2000년 | 19기 | 목진석 五단      | 2-1  | 이창호 九단     | 목진석 五단 신세대 속기왕 우승 이상훈(大) 六단 3위                                                      |
| 2001년 | 20기 | 이창호 九단      | 2-0  | 이세돌 四단     | 이창호 九단 통산 5회 우승!, 3년만에 바둑왕 탈환! 이세돌 四단 준우승 목진석 五단 3위                     |
| 2002년 | 21기 | 이창호 九단      | 2-1  | 이상훈(大) 七단 | 이창호 九단 통산 6회 우승!, 바둑왕 2연패! 장주주 九단(당시 한국기원) 객원기사) 3위                      |
| 2003년 | 22기 | 송태곤 五단      | 2-0  | 박병규 四단     | 송태곤 五단 최연소 속기왕 등극으로 한국기원 승단 규정에 따라 六단 승단!, 조한승 七단 3위                |
| 2004년 | 23기 | 이창호 九단      | 2-0  | 조한승 七단     | 이창호 九단 통산 7회 우승!, 2년만에 바둑왕 탈환! 이세돌 九단 3위                                        |
| 2005년 | 24기 | 이창호 九단      | 2-0  | 유창혁 九단     | 이창호 九단 통산 8회 우승!, 바둑왕 2연패! 박영훈 九단 3위                                               |
| 2006년 | 25기 | 이세돌 九단      | 2-0  | 최철한 九단     | 이세돌 九단 바둑왕전 첫 우승! 이창호 九단 3위                                                           |
| 2007년 | 26기 | 이창호 九단      | 2-1  | 조한승 九단     | 이창호 九단 통산 9회 우승!, 2년만에 바둑왕 탈환! , 최철한 九단 3위                                      |
| 2008년 | 27기 | 이창호 九단      | 2-1  | 이세돌 九단     | 이창호 九단 통산 10회 우승 금자탑!, 바둑왕 2연패 달성! 이창호-이세돌 7년만에 결승 대결 !                |
| 2009년 | 28기 | 이창호 九단      | 2-0  | 강동윤 九단     | 이창호 九단 3연패 달성,통산 11회 우승 금자탑!                                                           |
| 2010년 | 29기 | 박정환 九단      | 2-0  | 백홍석 七단     | 박정환 九단 바둑왕 첫 우승!                                                                             |
| 2011년 | 30기 | 박정환 九단      | 2-0  | 백홍석 九단     | 박정환 九단 바둑왕 2연패!                                                                               |
| 2012년 | 31기 | 박정환 九단      | 2-1  | 이창호 九단     | 박정환 九단 바둑왕 3연패! 이창호 九단 아쉽게 준우승!                                                    |
| 2013년 | 32기 | 이세돌 九단      | 2-1  | 박정환 九단     | 이세돌 九단 7년만에 바둑왕 탈환!,무관 탈출!                                                             |
| 2014년 | 33기 | 이동훈 四단      | 2-0  | 박정환 九단     | 이동훈 四단 바둑왕 첫 우승으로 五단 승단 박정환 九단 2년연속 바둑왕 준우승!                             |
| 2015년 | 34기 | 박정환 九단      | 2-1  | 이세돌 九단     | 박정환 九단 통산 4회 우승!, 3년만에 바둑왕 탈환!                                                        |
| 2016년 | 35기 | 이세돌 九단      | 2-0  | 나현 七단       | 이세돌 九단 통산 3회 우승!, 3년만에 바둑왕 탈환!                                                        |
| 2017년 | 36기 | 박정환 九단      | 2-0  | 김지석 九단     | 박정환 九단 통산 5회 우승!, 2년만에 바둑왕 탈환!                                                        |
| 2018년 | 37기 | 신민준 九단      | 2-0  | 박정환 九단     | 신민준 九단 우승! 박정환 九단 통산 3회 준우승!                                                          |
| 2019년 | 38기 | 신진서 九단      | 2-1  | 신민준 九단     | 신진서 九단 우승! 신민준 九단 준우승!                                                                   |
| 2020년 | 39기 | 신진서 九단      | 2-0  | 안성준 八단     | 신진서 九단 바둑왕 2연패!                                                                               |
| 2021년 | 40기 | 신진서 九단      | 2-0  | 박정환 九단     | 신진서 九단 바둑왕 3연패!                                                                               |
| 2023년 | 41기 | 신진서 九단      | 1-0  | 박정환 九단     | 신진서 九단 바둑왕 4연패!                                                                               |

## 시상식 진행자
| 기수   | 진행자                               |
| ------ | ------------------------------------ |
| 제1기  |                                      |
| 제2기  |                                      |
| 제3기  |                                      |
| 제4기  |                                      |
| 제5기  |                                      |
| 제6기  |                                      |
| 제7기  |                                      |
| 제8기  |                                      |
| 제9기  |                                      |
| 제10기 |                                      |
| 제11기 |                                      |
| 제12기 | 서기철 前 아나운서실 편성담당 부주간 |
| 제13기 |                                      |
| 제14기 |                                      |
| 제15기 |                                      |
| 제16기 | 김태규(22기) 아나운서실 실장         |
| 제17기 | 표영준 前 아나운서실 팀장            |
| 제18기 | (故)이성민(21기) 아나운서            |
| 제19기 | 한상권 아나운서                      |
| 제20기 | (故)이성민(21기) 아나운서            |
| 제21기 | (故)이성민(21기) 아나운서            |
| 제22기 | 이상협 아나운서                      |
| 제23기 | (故)이성민(21기) 前 아나운서         |
| 제24기 | 장웅(26기) 아나운서실 한국어연구부장 |
| 제25기 | 배창복 아나운서실 현업지원부 부장    |
| 제26기 | 이성민(21기) 아나운서                |
| 제27기 | 김재홍 아나운서                      |
| 제28기 | 이성민 아나운서                      |
| 제29기 | 장웅(26기) 아나운서실 한국어연구부장 |
| 제30기 | 장웅(26기) 아나운서실 한국어연구부장 |
| 제31기 | 장웅(26기) 아나운서실 한국어연구부장 |
| 제32기 | 장웅(26기) 아나운서실 한국어연구부장 |
| 제33기 | 장웅(26기) 아나운서실 한국어연구부장 |
| 제34기 | 장웅(26기) 아나운서실 한국어연구부장 |
| 제35기 | 장웅(26기) 아나운서실 한국어연구부장 |
| 제36기 | 장웅(26기) 아나운서실 한국어연구부장 |
| 제37기 | 장웅(26기) 아나운서실 한국어연구부장 |
| 제38기 | 장웅(26기) 아나운서실 한국어연구부장 |
| 제39기 | 이영호(27기)                         |
| 제40기 | 이영호(27기)                         |

## 기록
- 최다우승 조훈현 九단, 이창호 九단(11회)
- 한국 최연소 타이틀 이창호 三단 (14세, 1988년)
- 타이틀 3연패 이창호 九단, 박정환 九단

## 참고 사항
- 1981년과 1993년, 2022년에는 바둑왕전 방송이 열리지 않았다.
- 1980년부터 2015년까지의 방송 자료는 일부만 현존하거나 보존 상태가 불완전하며, 2016년부터는 wavve 서비스를 통해 시청할 수 있다.
  - 다시보기 서비스가 별도로 제공되고 있으며, 한국기원 보유 자료의 부실한 보관 및 재활용으로 인해 일부 회차의 영상은 누락되었거나 화질이 저하된 상태로 제공되고 있다. (※ 관련 자료는 한국기원 홈페이지 또는 월간 바둑 잡지를 통해 열람하실 수 있음)
- 2020년대 중후반 이후에 지상파 유일하게 완전히 폐지된 게 아니라 더 이상 방송하지 않는다는 아직 재개 기약은 없는 상황이고, 방송 중단 상태가 지속되고 있다.

## 같이 보기
- TV 바둑 아시아 선수권대회

## 경쟁 프로그램
- MBC 제왕전 (종영 및 중지)
- SBS배 연승바둑최강전 (종영 및 중지)
- KBS 바둑강좌 (종영) (KBS 3TV 시절 - 바둑강좌 프로그램)
- EBS 바둑교실 (EBS 1TV) (종영)(바둑강좌 프로그램)

## 해외 제휴 국영 TV 속기 타이틀전 및 TV바둑 프로그램
- 일본 NHK배 TV 바둑 토너먼트(NHK杯テレビ囲碁トーナメント)
- 중국 중국 CCTV 당호십국(当湖十局)배(中国电视围棋快棋赛)